# Forte Altavilla
{{struttura militare
```
|Struttura = Fortezza
```

|Nome = Forte Altavilla
|Parte di = Sistema difensivo di Ancona
|Immagine = Forte Altavilla AN cannoni.jpg
|Didascalia = Ingresso e cannoni, già posti sul ramparo
|Stato =  Regno d'Italia
|Stato attuale =  Italia
|Città = Ancona
|Rione = Pietralacroce
|Tipologia = fortificazione post unitaria
|Inizio costruzione = 
|Termine costruzione = 
|Costruttore = Giuseppe Morando
|Altezza = 
|Demolizione = 
|Condizione attuale = parco cittadino
|Proprietario attuale = Comune di Ancona
|Visitabile = Si
|Occupanti = Regio Esercito
|Azioni di guerra = 
|Ref = 
}}

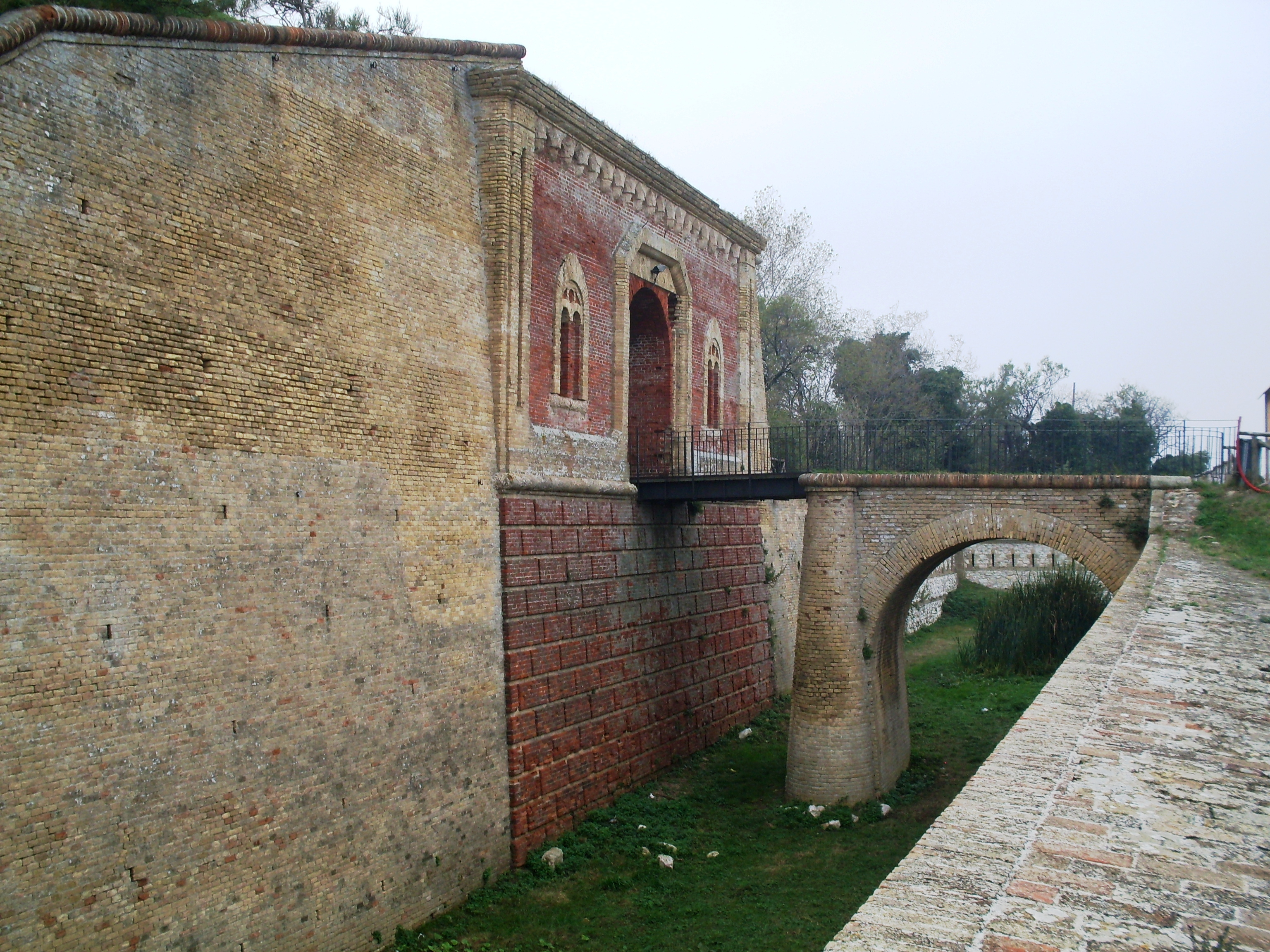
Il ponte che permette di oltrepassare i fossato e di accedere al forte

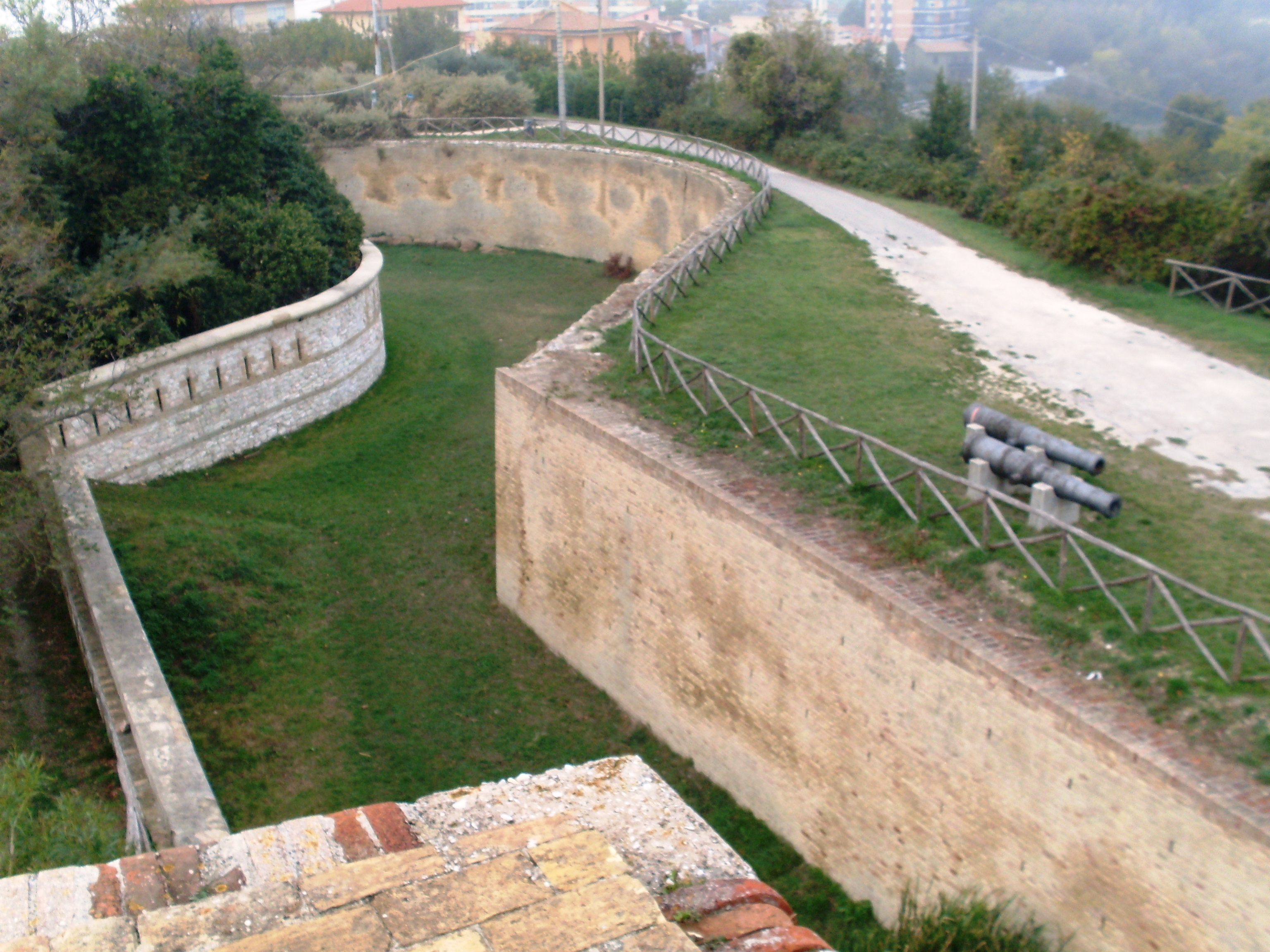
Il fossato e il muro alla Carnot

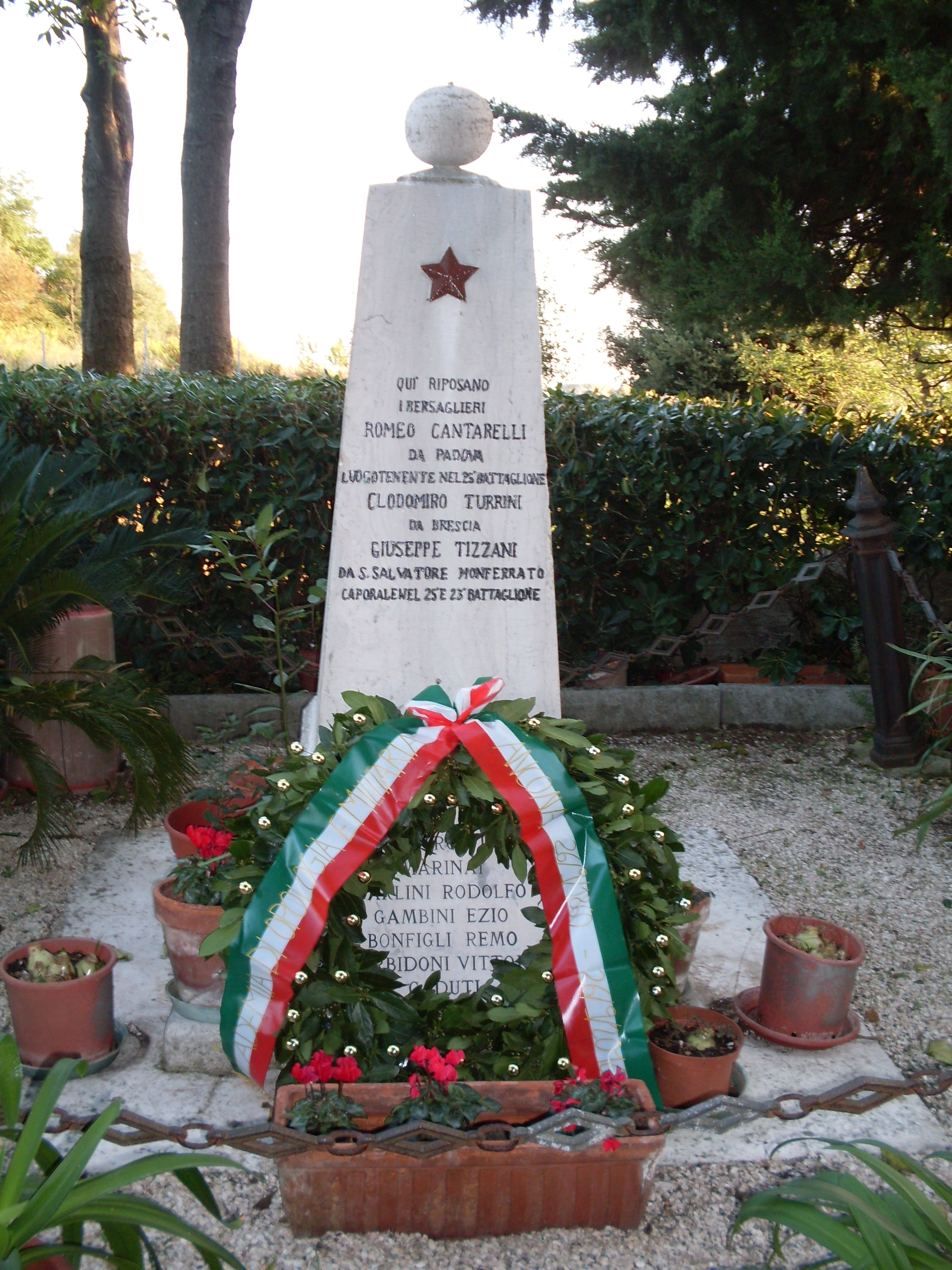
Cippo commemorativo ai caduti della battaglia combattuta nel luogo nel 1860

Il Forte Altavilla è una fortificazione ottocentesca della città di Ancona, opera di Giuseppe Morando, con la collaborazione di . Assieme ai forti Scrima e Umberto I (Garibaldi) faceva parte della seconda linea difensiva del sistema difensivo di Ancona. Ospita ora un parco cittadino.

## Generalità
A sud della città di Ancona, nel rione di Pietralacroce, si trova il Forte Altavilla, una fortificazione realizzata immediatamente dopo l'Unità d'Italia per respingere attacchi terrestri e non marittimi, anche se realizzata non distante dalle rupi e in posizione dominante sul mare Adriatico. Dal Forte si può godere anche di un ottimo panorama su Monte Conero.
Poco dopo l'Unità d'Italia furono costruiti in città anche altri forti: Ancona era stata dichiarata "piazzaforte di prima classe", in quanto importante congiunzione tra nord e sud d'Italia (Roma era ancora nelle mani del papa) e unico porto militare in grado di svolgere una funzione anti-asburgica (Venezia era ancora austriaca) contro eventuali sbarchi nella zona tra Ancona e Rimini. La piazzaforte di Ancona, in caso di guerra, doveva evitare un attacco terrestre e marittimo da parte dell'Impero Asburgico: le sorti della città erano ritenute decisive per la difesa del giovane stato italiano. La costruzione del Forte Altavila è stata disposta appena due mesi dopo l'arrivo delle truppe sarde in città, con Dispaccio del Ministero della Guerra del 12 dicembre 1860.
Secondo gli schemi ottocenteschi, erano state realizzate tre linee di difesa: la prima linea comprendeva le fortificazioni di Monte dei Corvi, Montacuto, Montedago, Montagnolo; la seconda linea difensiva comprendeva Forte Altavilla, il vicino Forte Garibaldi (già Forte Umberto) e Forte Scrima; la terza linea era costituita dalle nuove mura cittadine. Questi criteri difensivi furono poi superati durante la Prima guerra mondiale. Come il Forte Altavilla, tutta la piazzaforte è opera del valido architetto militare Giuseppe Morando.
Il forte è circondato da un ampio fossato con pareti in muratura provviste di tre zone di difesa munite di feritoie: 
- gallerie di scarpa (ossia scavate sul perimetro interno del fossato), comprensive di una caponiera munita anche di troniere;
- gallerie di controscarpa, ossia sul perimetro esterno del fossato;
- muro alla Carnot (detto così dal suo ideatore Lazare Carnot), sul perimetro interno del fossato.

L'ingresso al forte avveniva oltrepassando il fossato tramite un ponte in muratura e un ponte levatoio (ora sostituito da un ponte fisso); la galleria d'ingresso è curva per impedire che dall'esterno si potesse colpire direttamente la parte interna del forte. All'interno della fortificazione sono presenti alloggiamenti e gallerie che conducono alle difese del fossato, locali aperti al pubblico solo su richiesta da inviare alla Prima Circoscrizione del Comune di Ancona.

## Il parco del Forte Altavilla
Negli anni Ottanta del Novecento il forte è stato smilitarizzato, recuperato e adibito a parco cittadino, grazie anche all'impegno del comitato di quartiere di Pietralacroce. Caratteristica è la presenza di alberi di mandorlo, testimonianza del periodo in cui il forte, ancora militare, era però adibito a coltivazioni ed orti.
Ogni anno si svolgono al forte visite guidate nell'ambito della manifestazione "Ancona Trekking Urbano", una passeggiata turistica urbana a piedi organizzata dall'amministrazione comunale per visitare e conoscere meglio la città e che riscuote sempre crescente successo di partecipazione di pubblico. Inoltre nel periodo natalizio il forte è suggestivo scenario di un presepe vivente organizzato dai cittadini di Pietralacroce. Durante l'estate vi si svolge la manifestazione "Festa per la libertà dei popoli".

## I dintorni
Il forte si trova entro i confini del Parco del Conero e da esso partono alcuni sentieri che conducono alle piccole spiagge della costa alta vicina, attraversando suggestive aree naturali, anch'esse protette dal parco.
Poco distante dalla fortificazione si trova un piccolo monumento ad alcuni soldati italo-piemontesi caduti per la conquista del vicino Monte Pelago, dopo la Battaglia di Castelfidardo e prima dell'investimento e della presa della piazzaforte di Ancona nel 1860, fatto militare importante che aprì la strada all'esercito italo-piemontese in direzione sud per ricongiungersi alle forze garibaldine.
Infatti nel settembre del 1860 la città di Ancona fu investita per mare dalla flotta comandata dall'ammiraglio Persano e da terra dalle truppe del generale Manfredo Fanti con un tipo di operazione "interforze", mentre la città di Ancona era difesa dalle truppe pontificie: quelle asburgiche e i resti delle truppe del generale francese Christophe de Lamoricière sconfitto poco prima a Castelfidardo.

## Galleria d'immagini

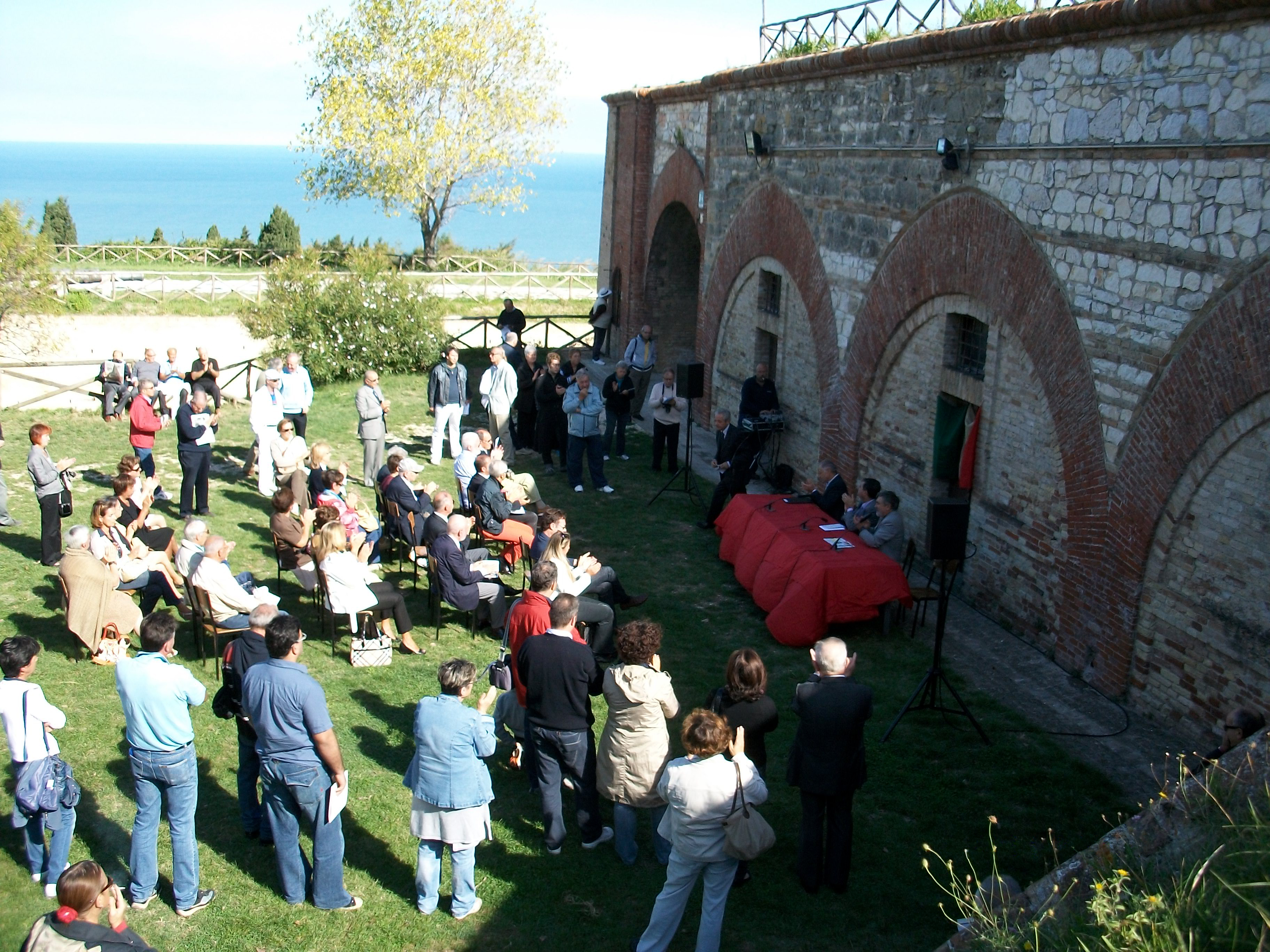
Conferenza tenuta per ricordare la battaglia del 1860
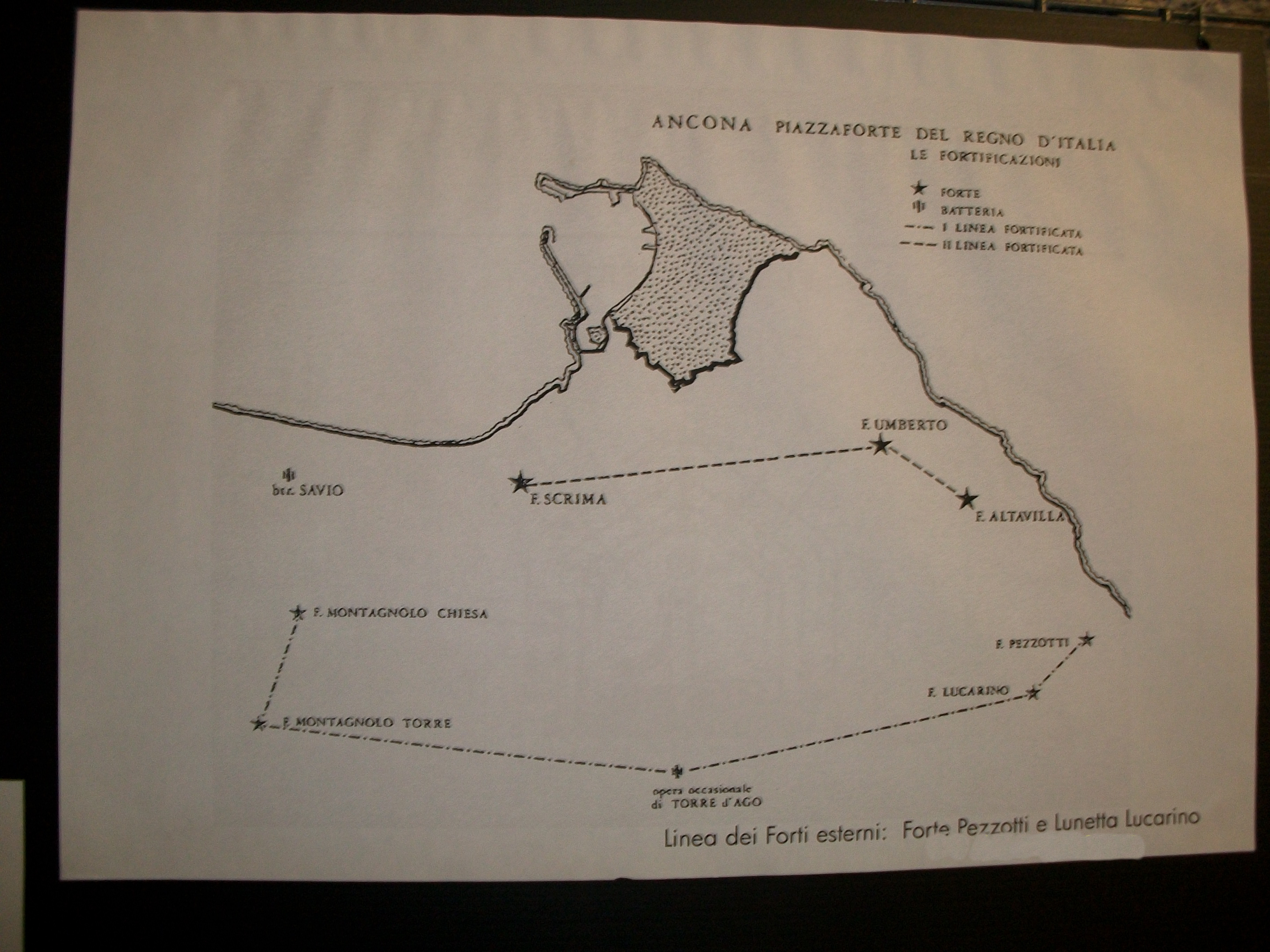
Cartellone illustrante le tre linee di difesa della piazzaforte post-unitaria di Ancona
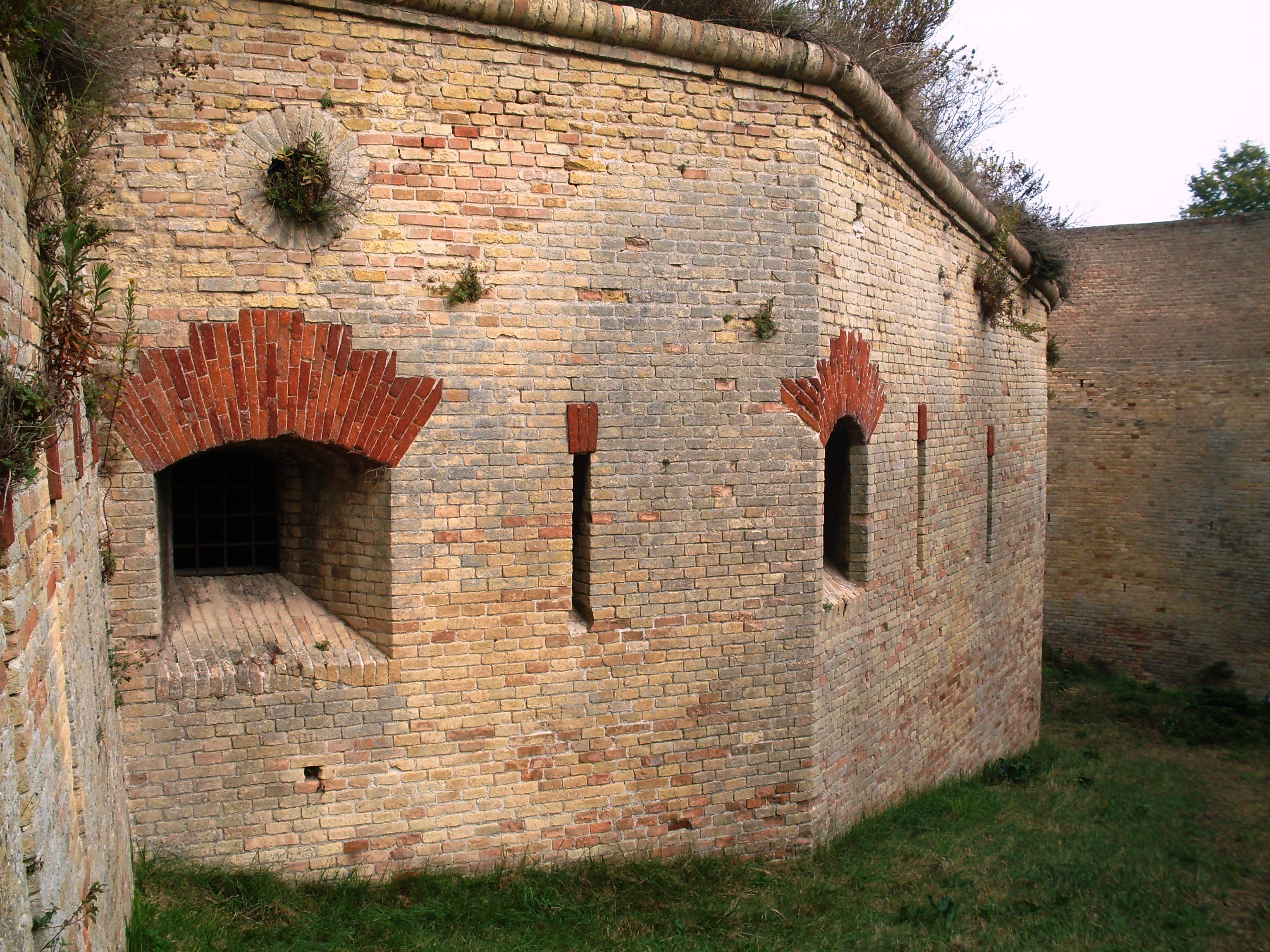
Caponiera - lato sud
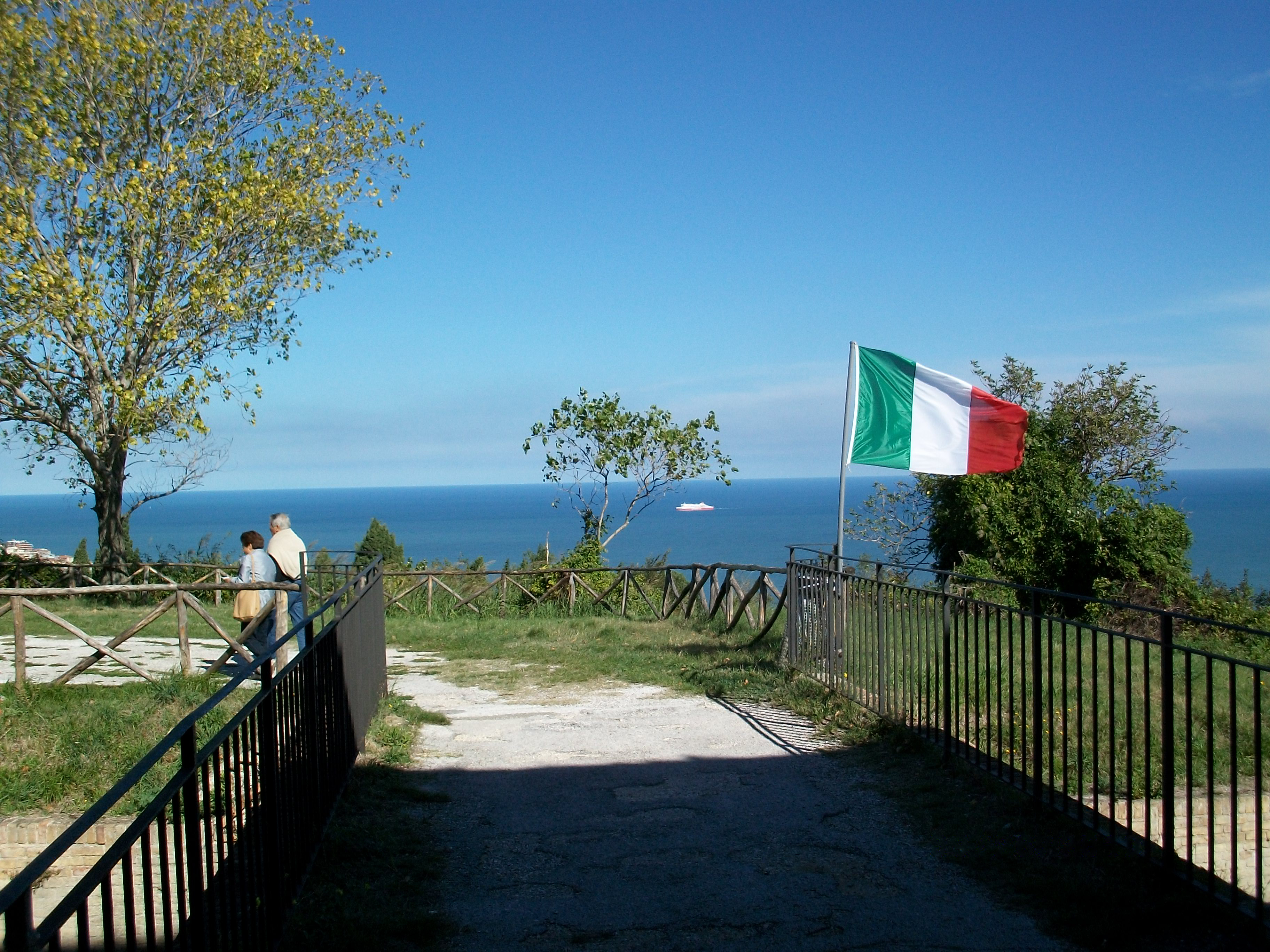
Panorama dall'ingresso
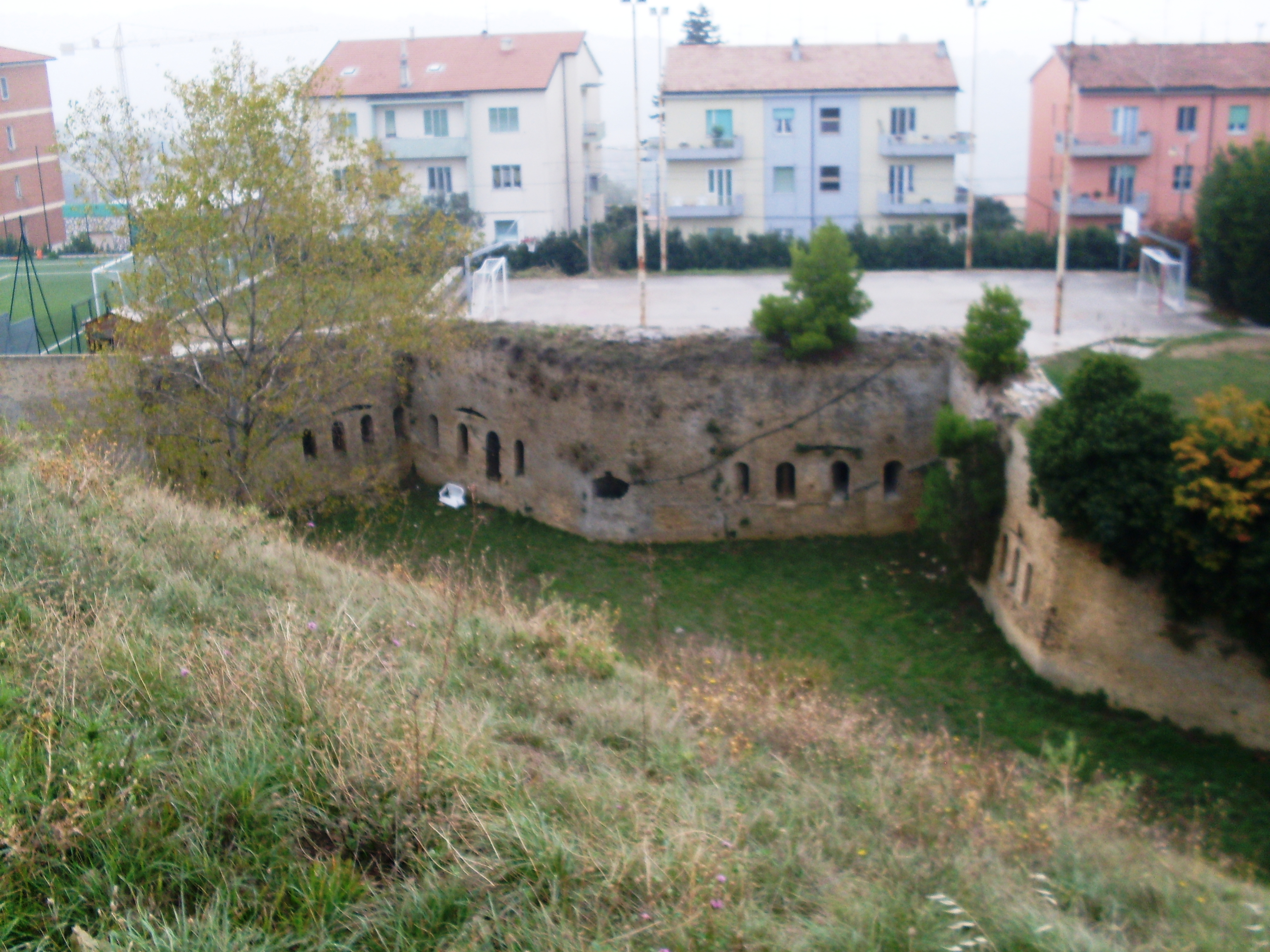
Fossato con le gallerie di controscarpa
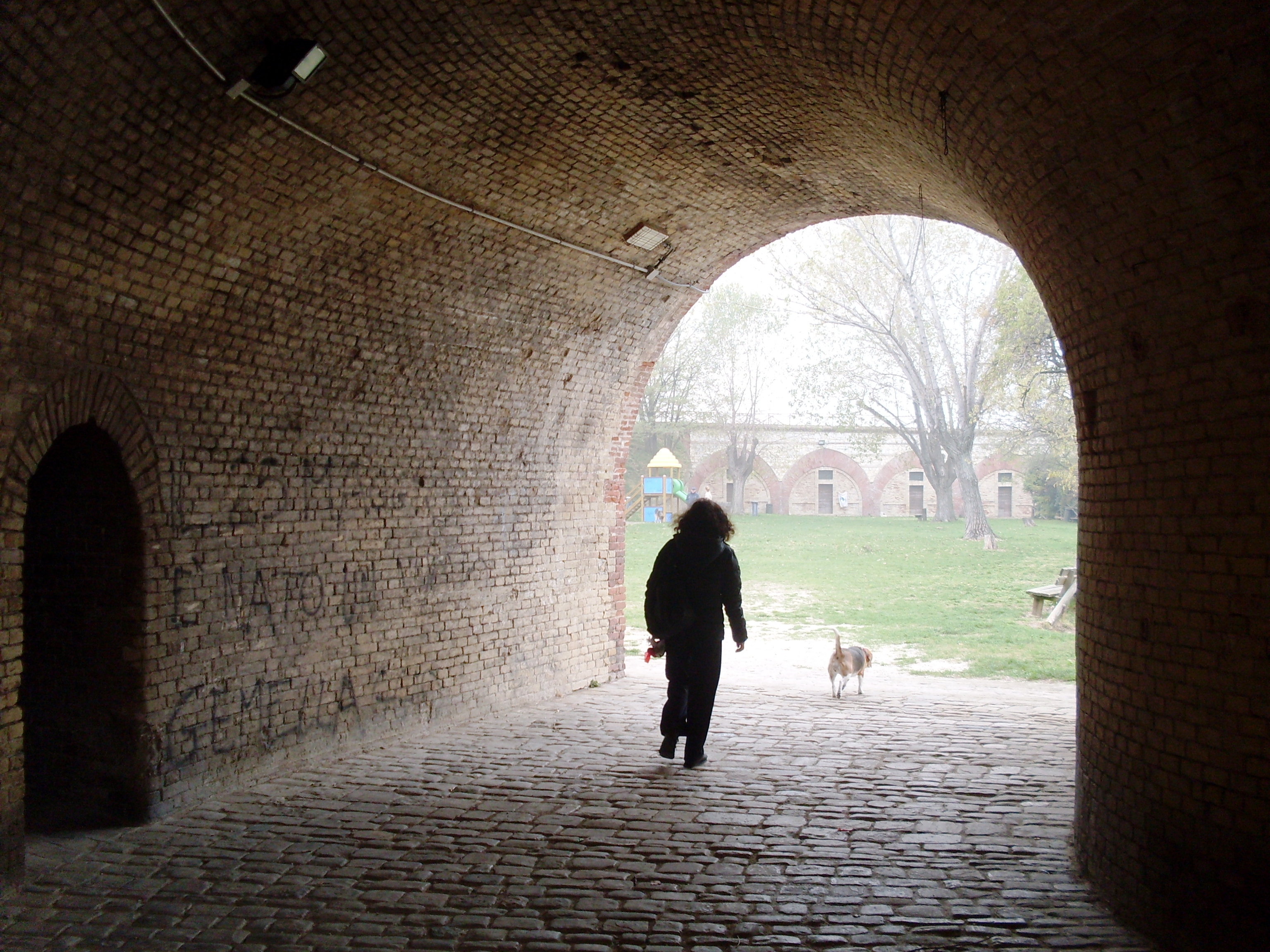
Galleria di ingresso
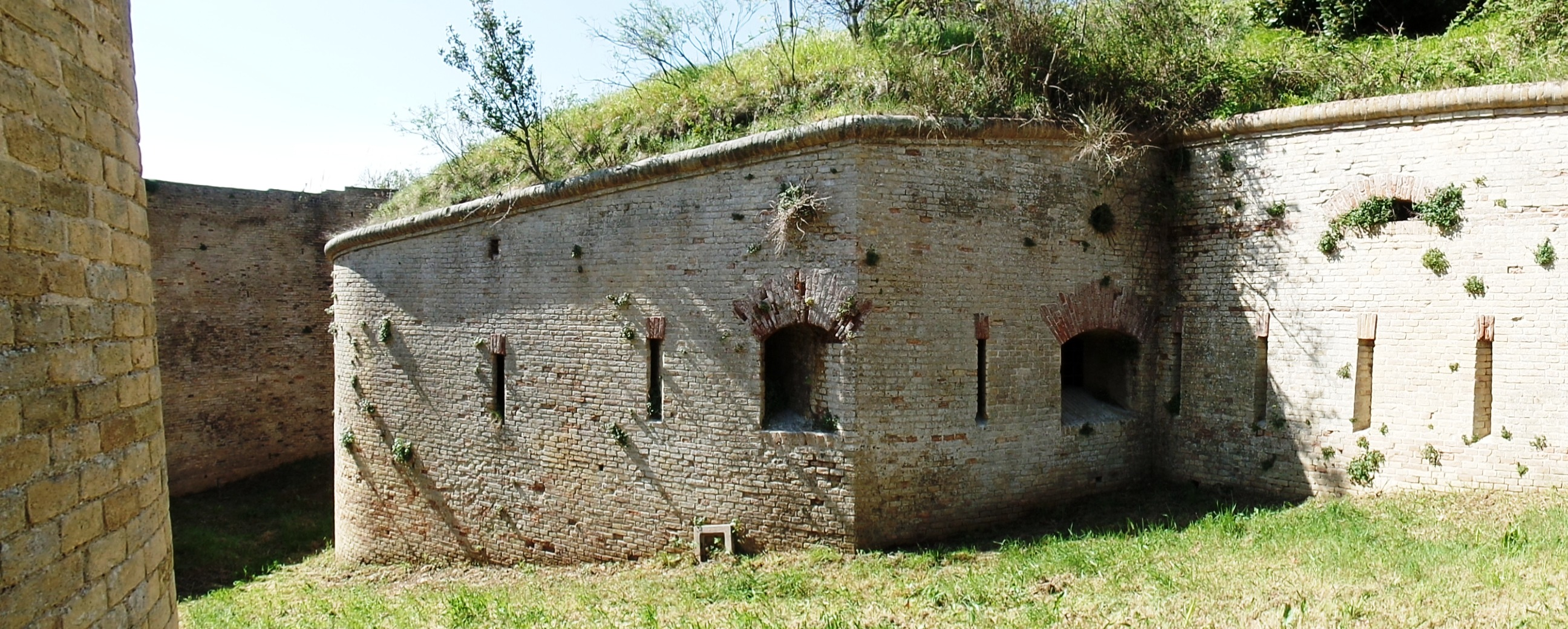
Caponiera - lato nord
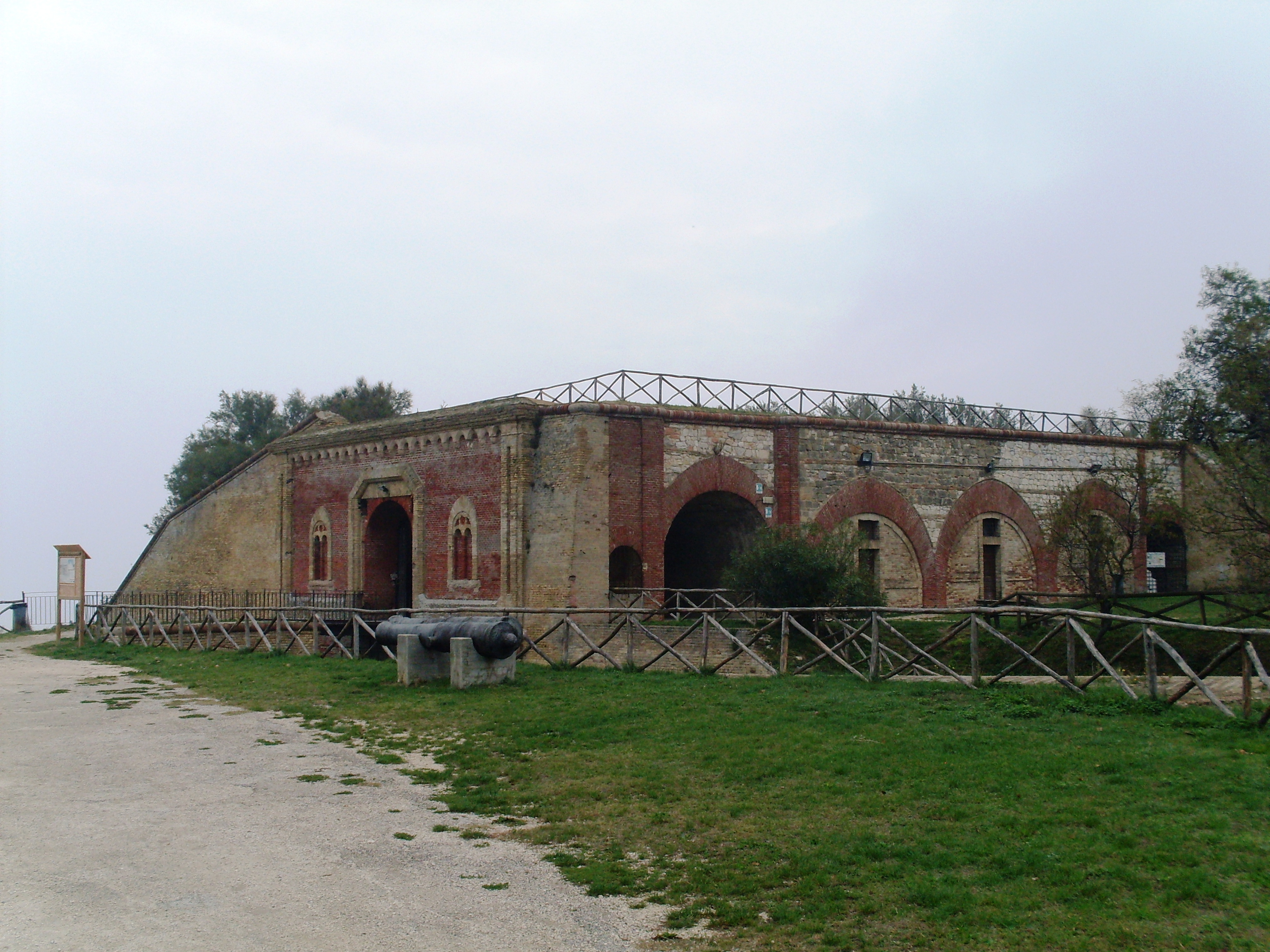
Ingresso
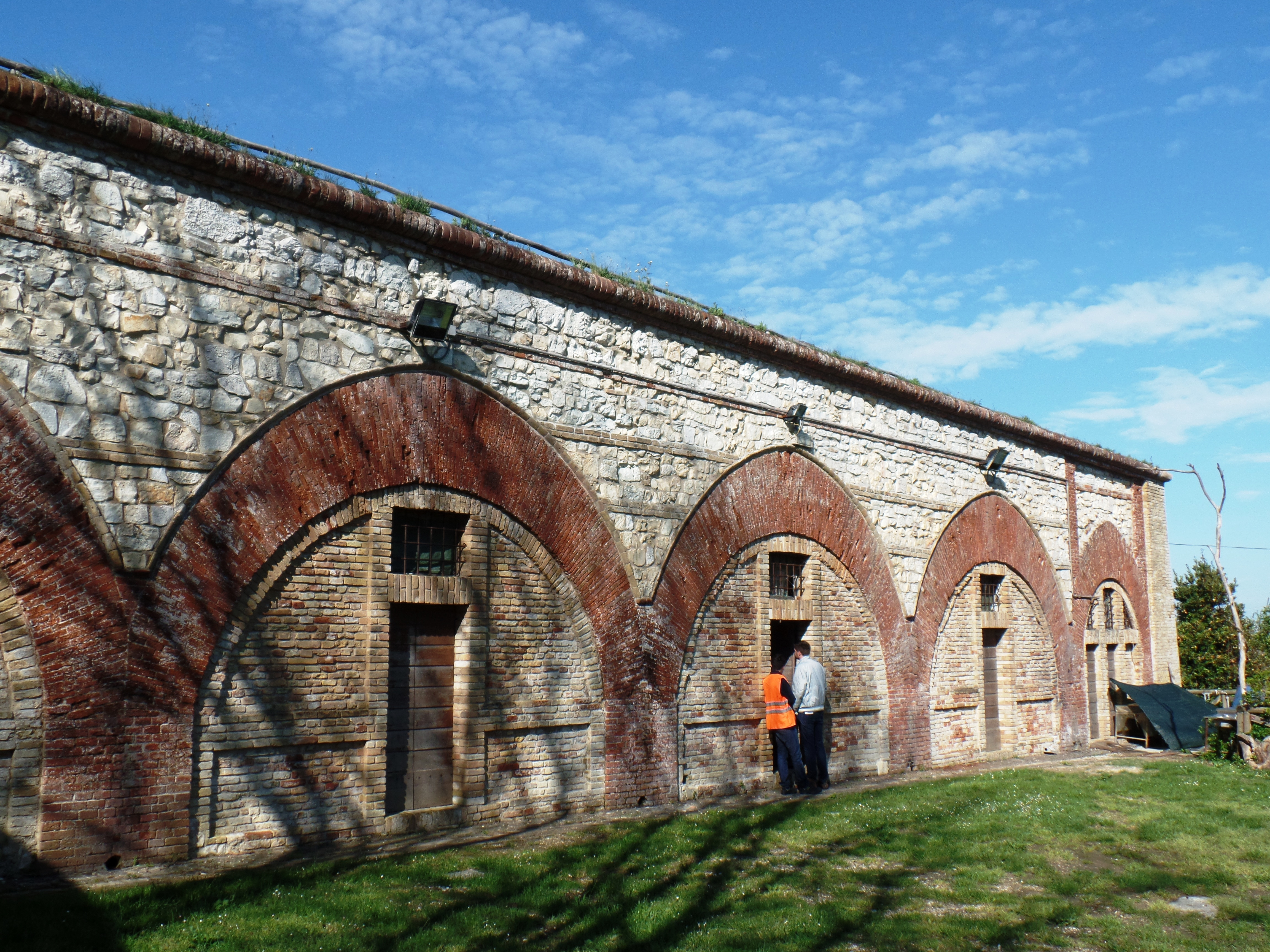
Alloggi della truppa
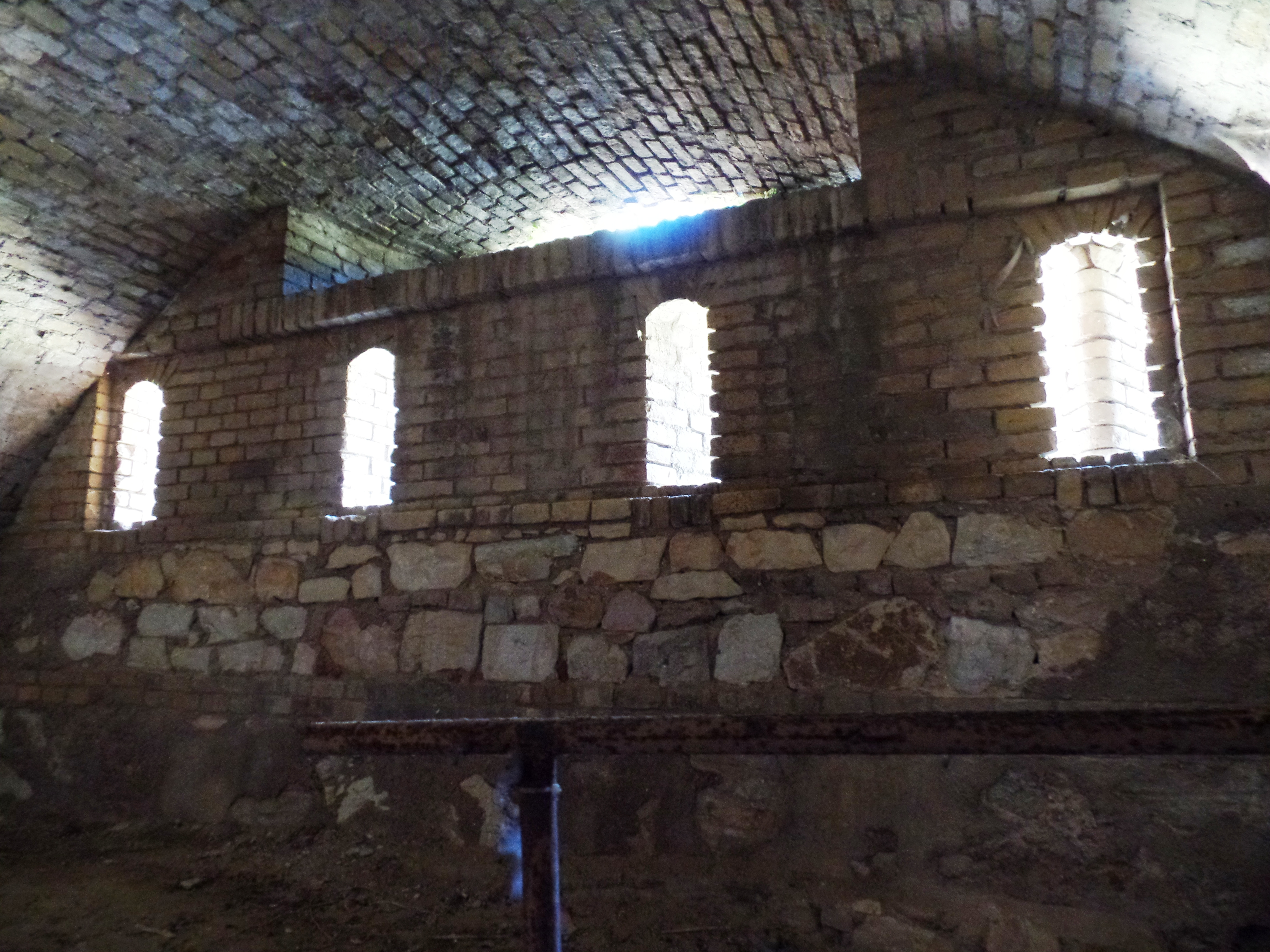
Gallerie di controscarpa: feritoie e presa d'aria
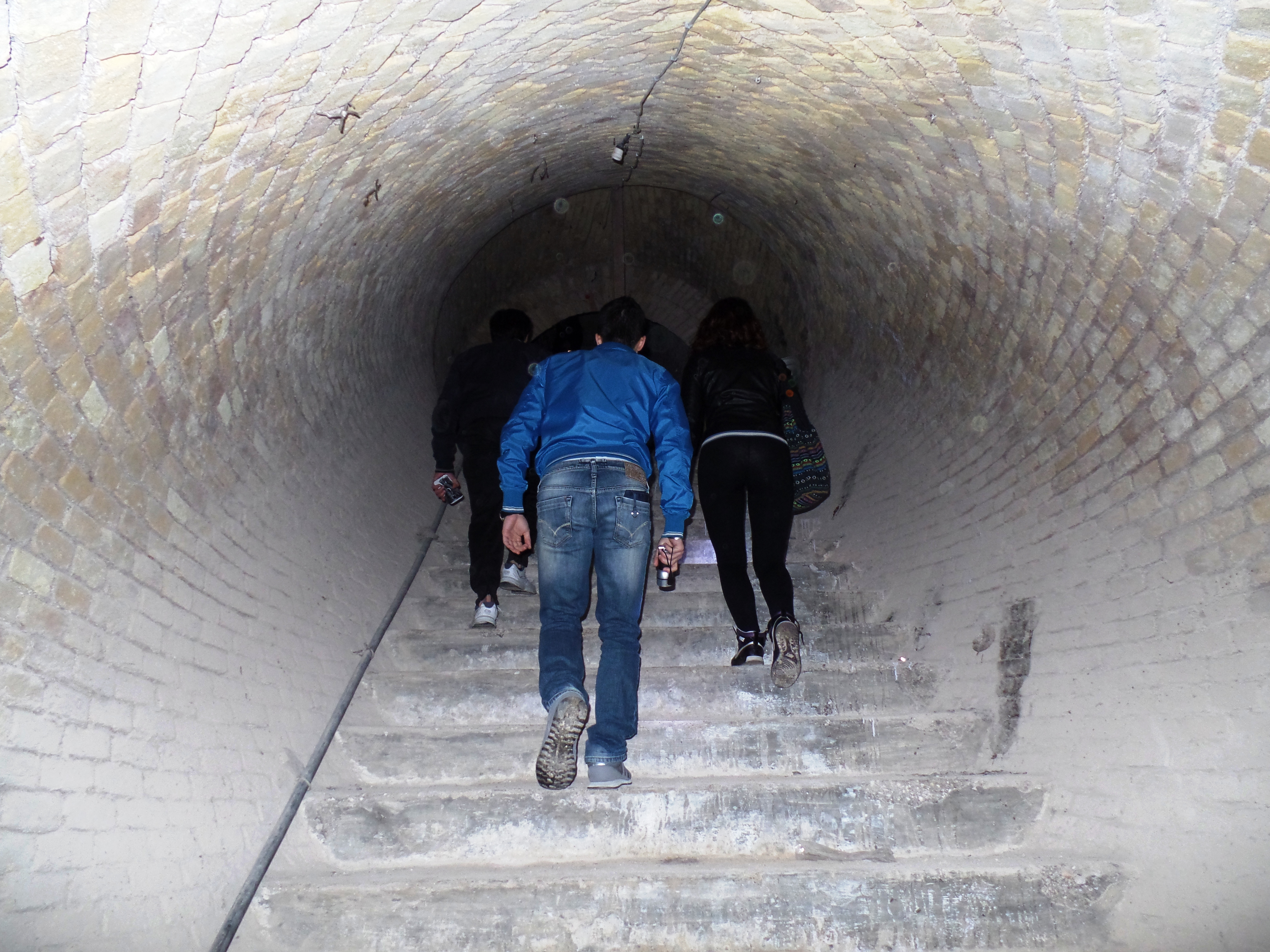
Gallerie di controscarpa: scala di accesso
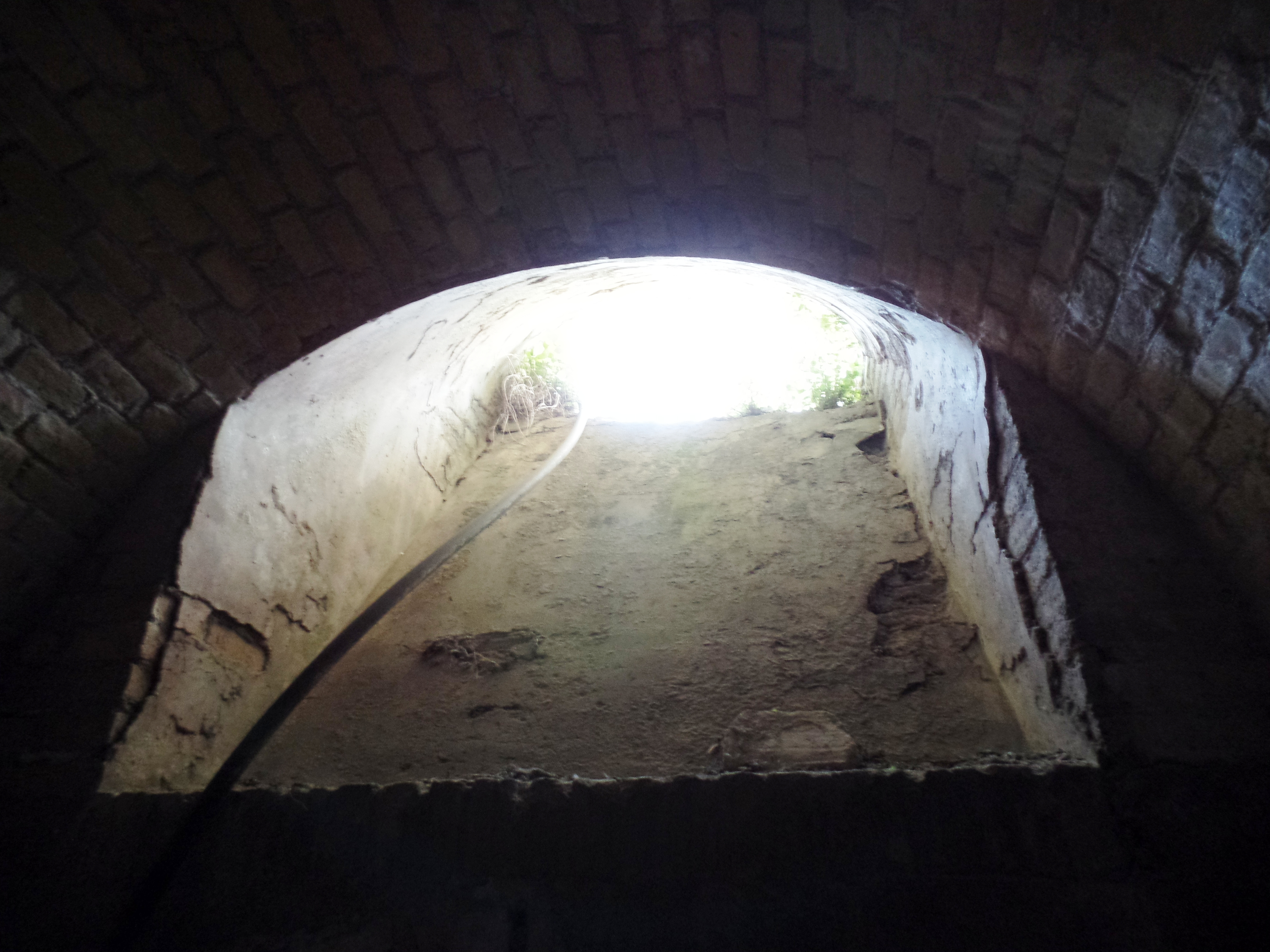
Gallerie di controscarpa: scala di accesso
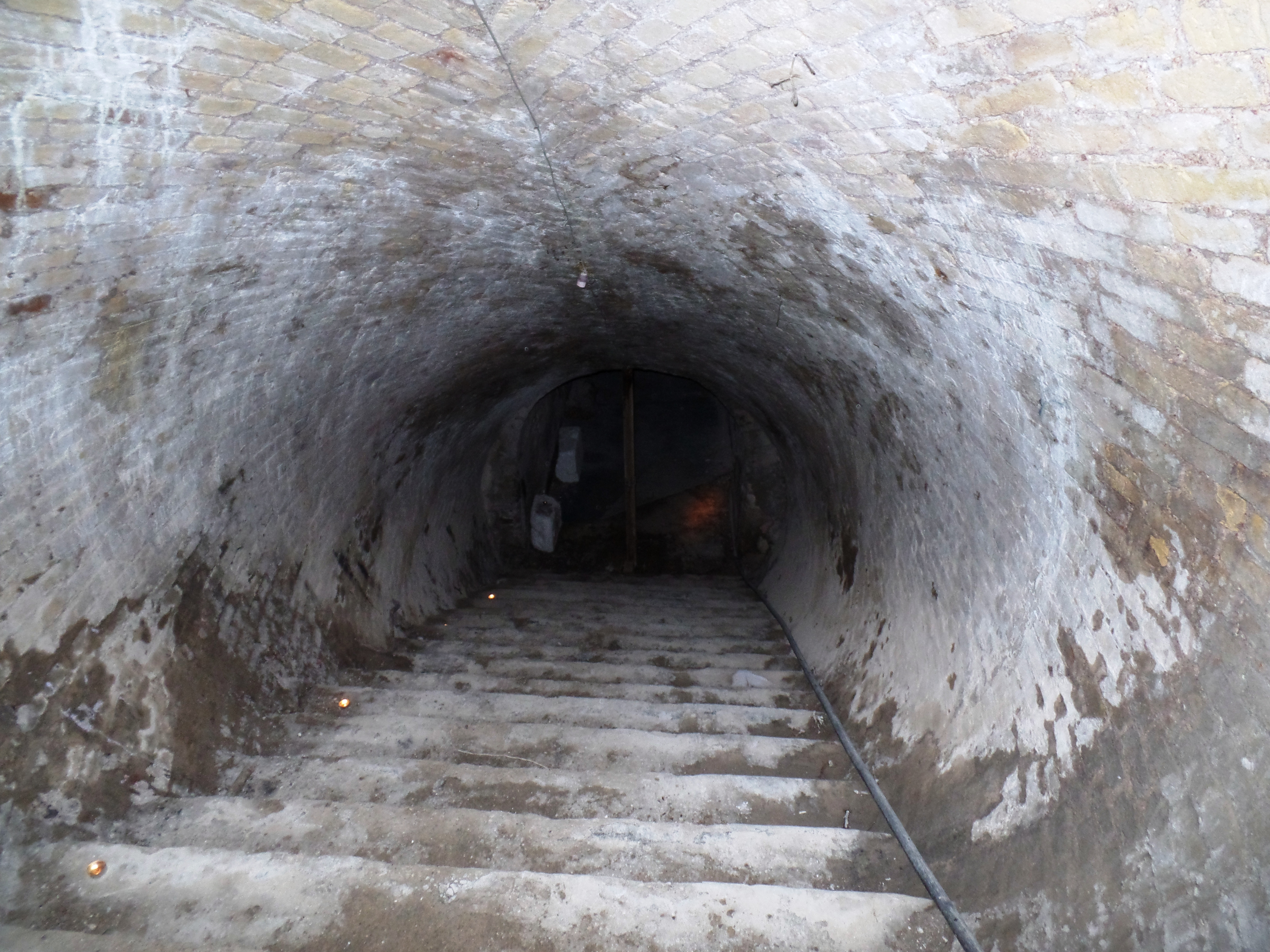
Gallerie di controscarpa: bocca di lupo
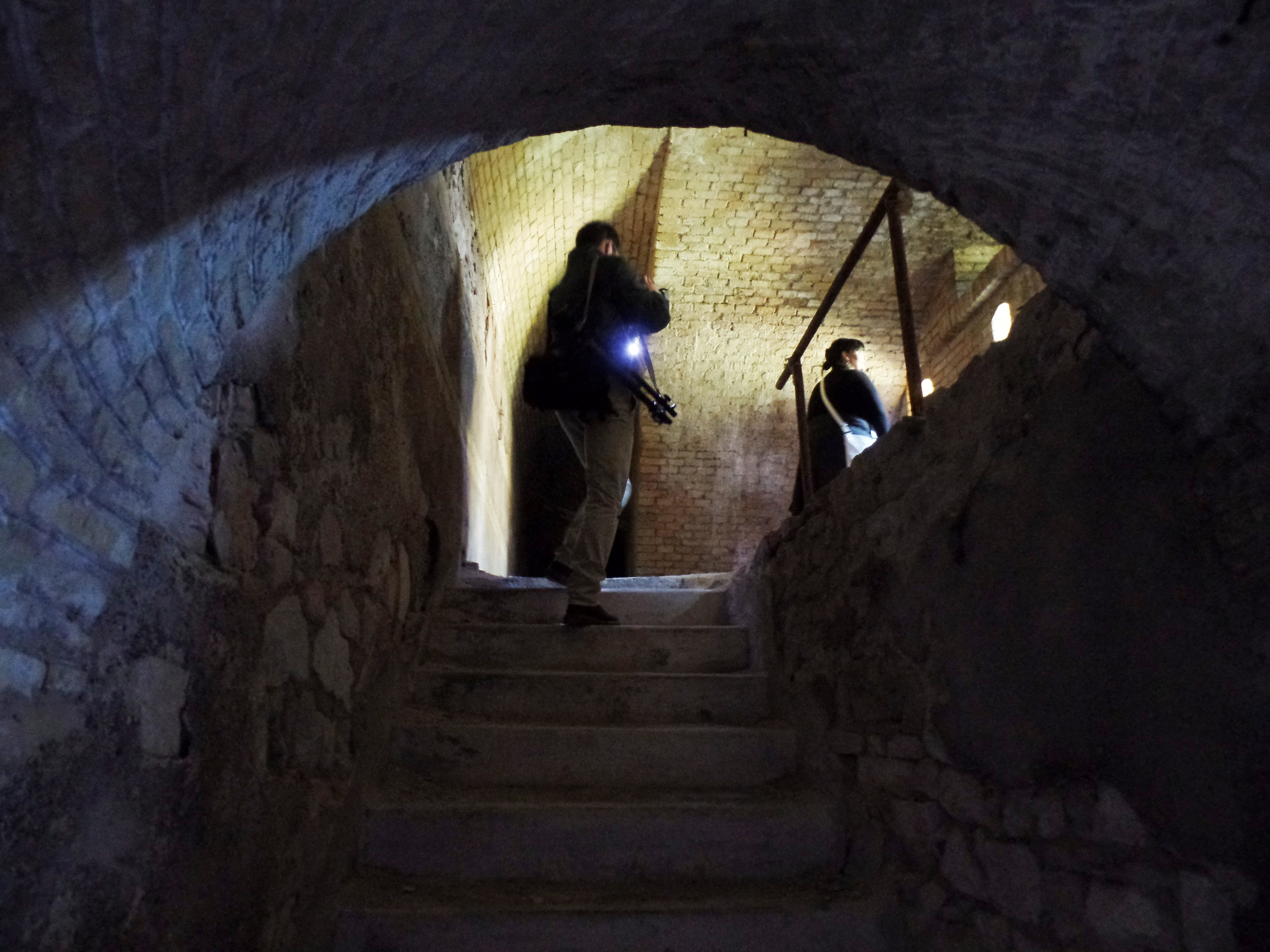
Galleria di controscarpa
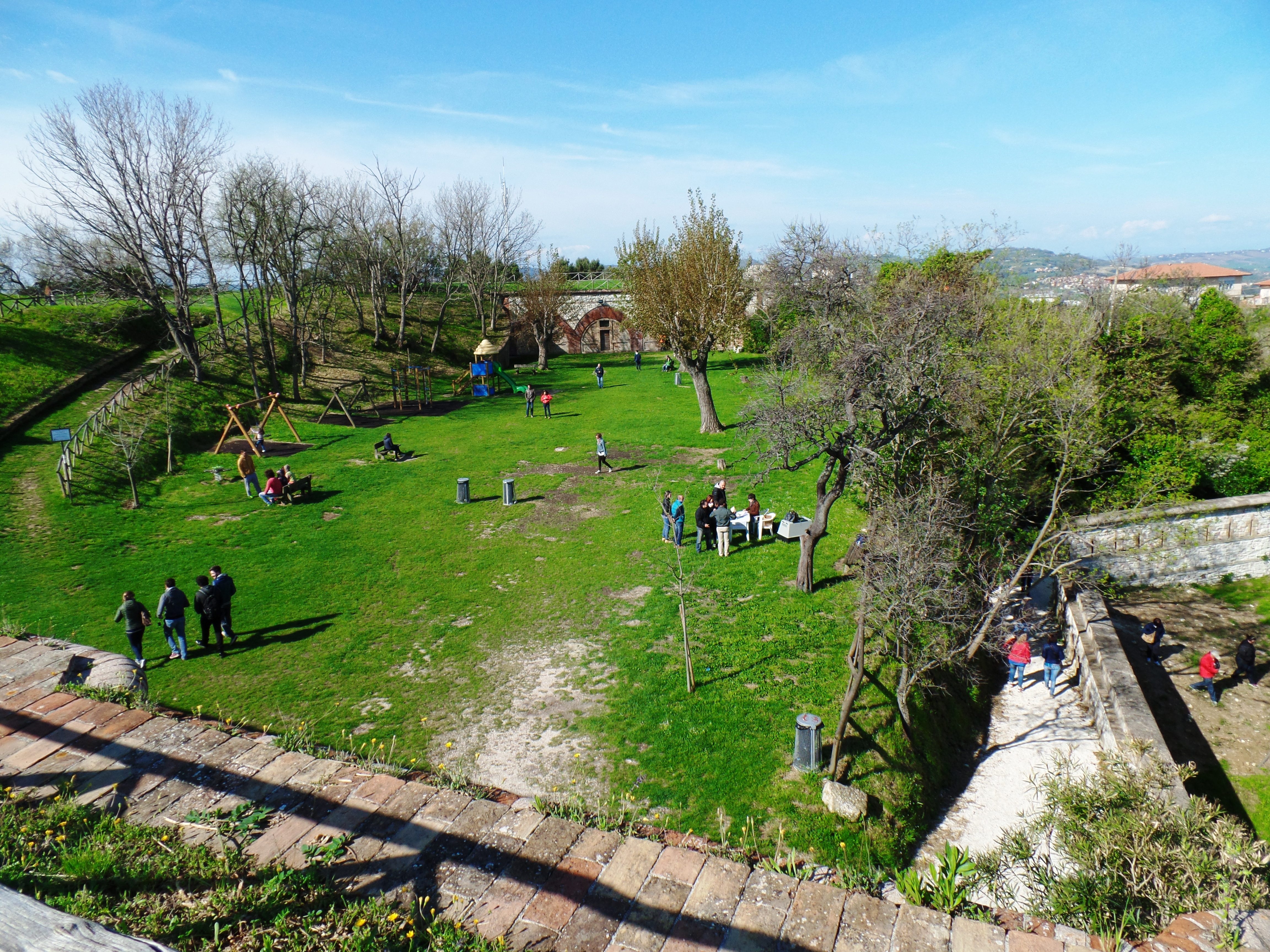
Il piazzale centrale
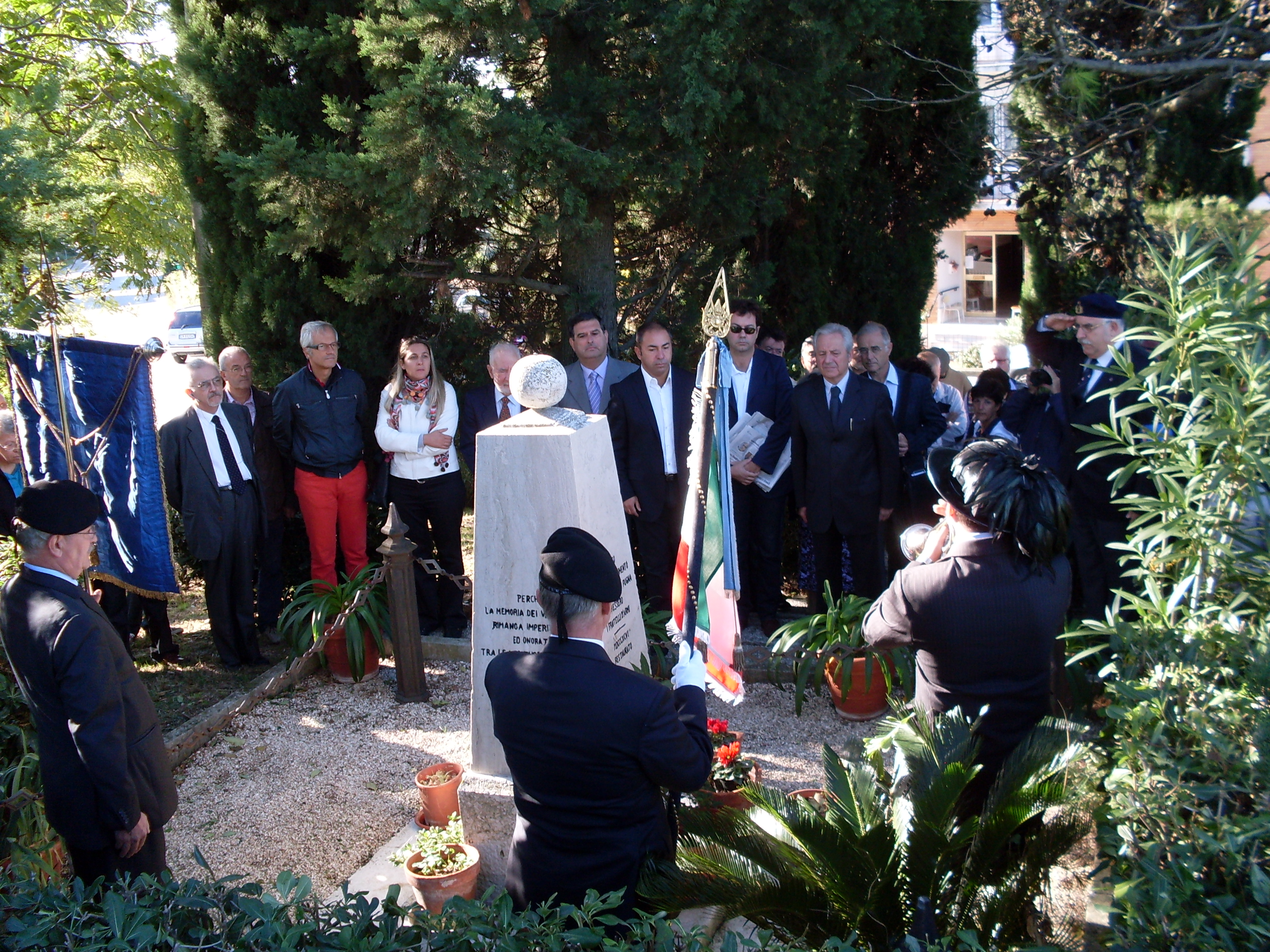
Commemorazione dei caduti del 1860 intorno al cippo che li ricorda

## Manifestazioni
In occasione del 150° dell'Unità d'Italia, il 30 ottobre 2011 si è svolto a Pietralacroce di Ancona il Trekking Urbano Tricolore con visita a Forte Altavilla, alla vicina Villa Fazioli e al vicino Forte Garibaldi. I partecipanti sono stati molto numerosi, tanto da essere divisi in svariati e numerosi gruppi con accompagnatori muniti di megafono, che illustravano i dettagli delle fortificazioni e la storia patriottica risorgimentale di Ancona. A Villa Fazioli, gentilmente concessa per la visita dai discendenti del patriota Conte Michele Fazioli, si sono potuti ammirare cimeli risorgimentali relativi all'attività svolta dal Fazioli e dalla moglie Ann Coomber, di origine inglese, che, sorvegliata e praticamente prigioniera in casa, assieme alle altre donne di casa Fazioli cucì il primo tricolore della città ora donato al Comune di Ancona. Un particolare al riguardo è che Ann Coomber si nascondeva il tricolore sotto i fianchi, per non farlo trovare alla polizia pontificia, mentre il marito era alla macchia perché condannato a morte per avere impedito ai soldati pontifici di sparare sulla folla. Il conte Fazioli, al quale è intitolata una strada divenne poi il primo sindaco di Ancona. Nel centro della frazione di Pietralacroce si possono ammirare due targhe dedicate a Giovanni Battista Bosdari (garibaldino) e Domenico Barilari (mazziniano).

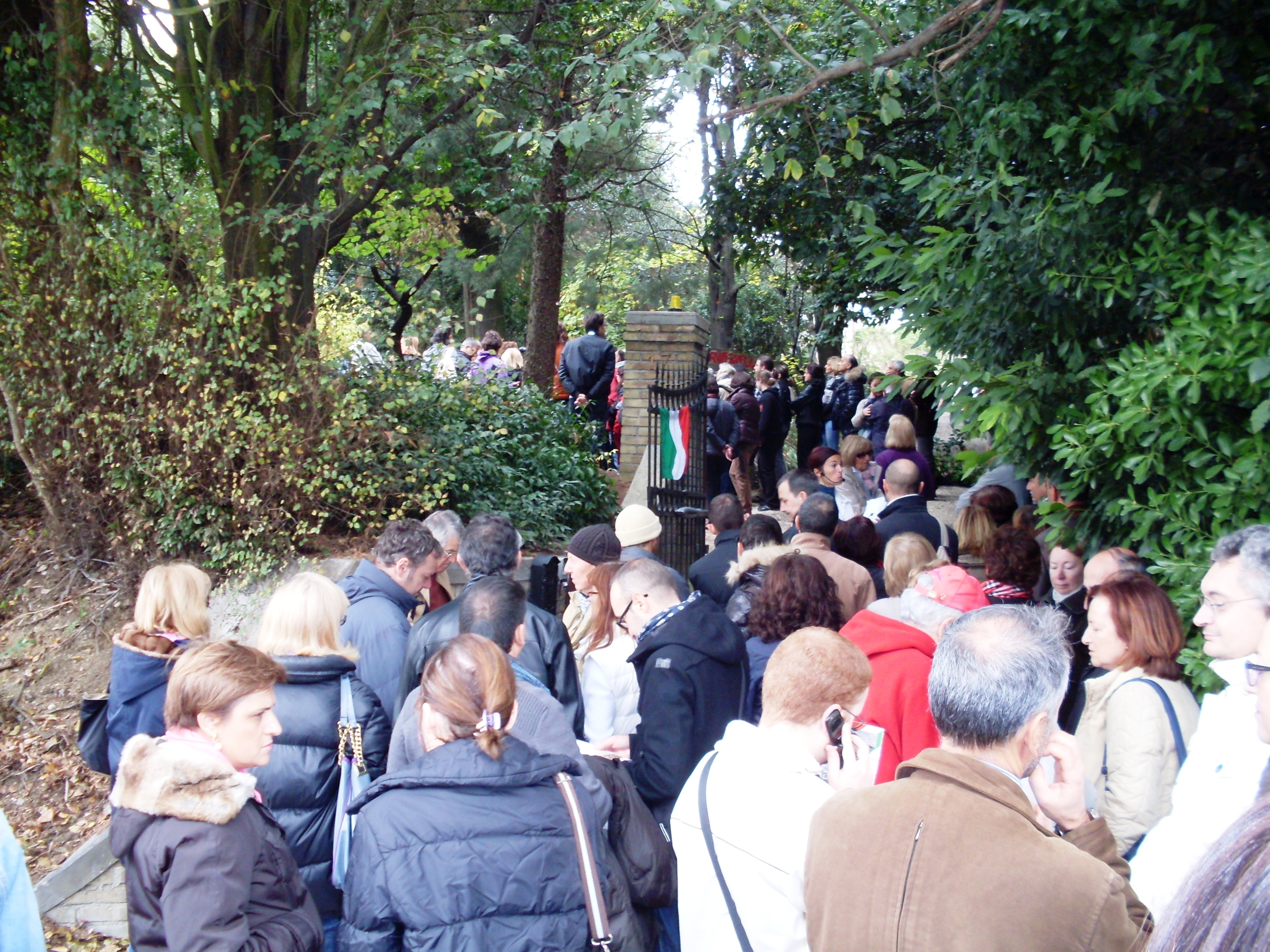
2011 Visita a Villa Fazioli - patriota
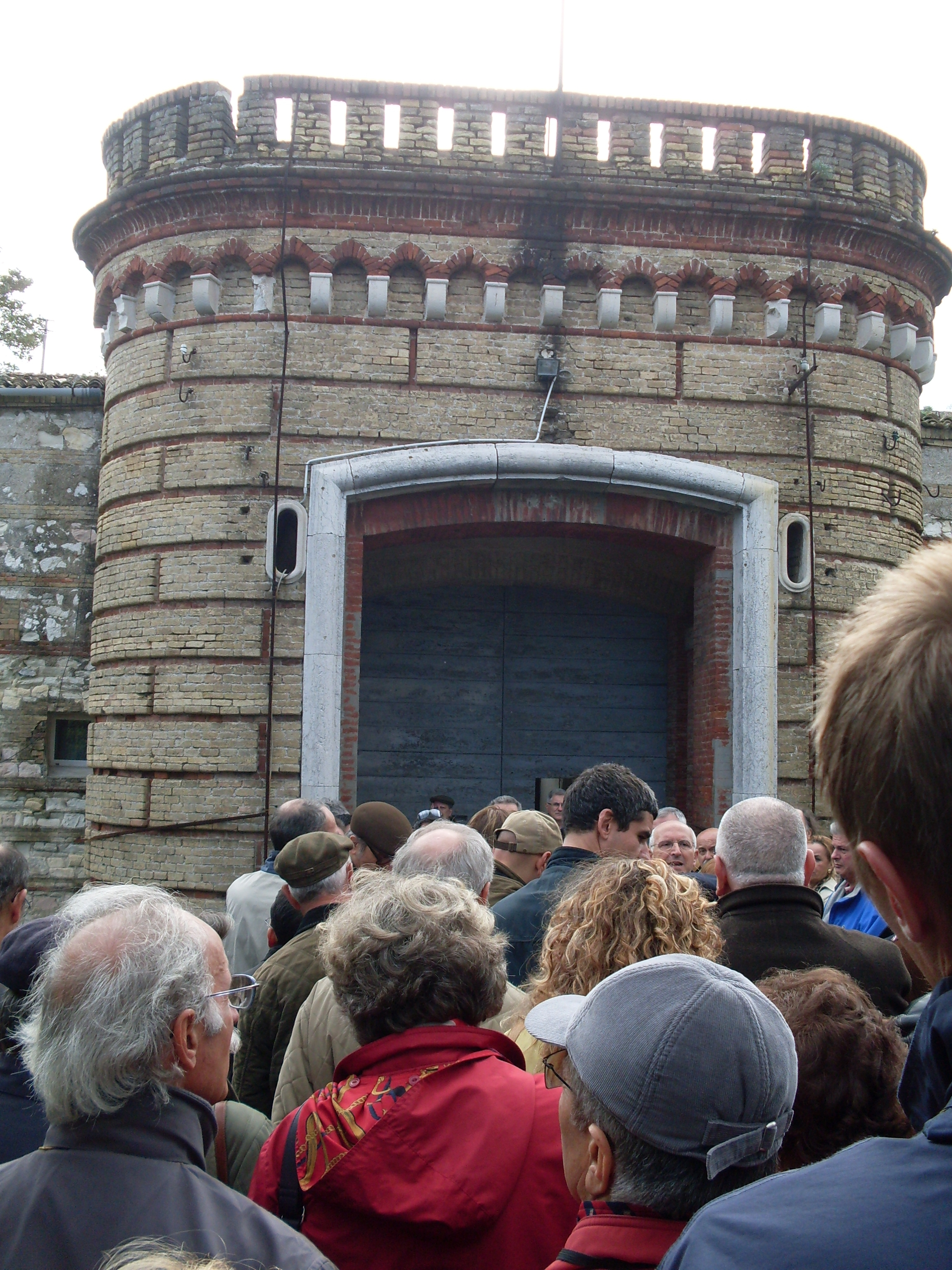
Forte Garibaldi ingresso
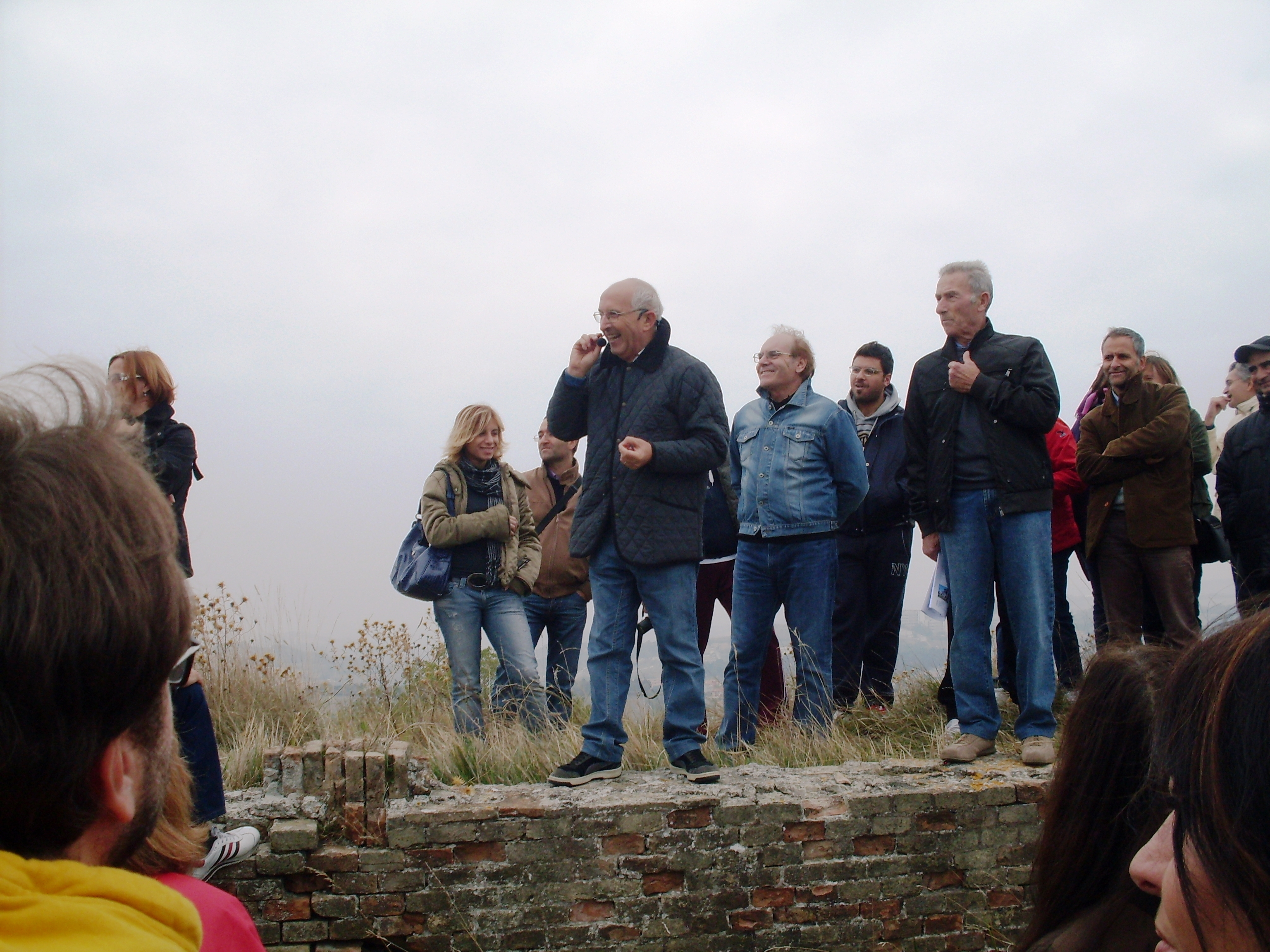
Forte Garibaldi - il Comandante Bruschi illustra le fortificazioni
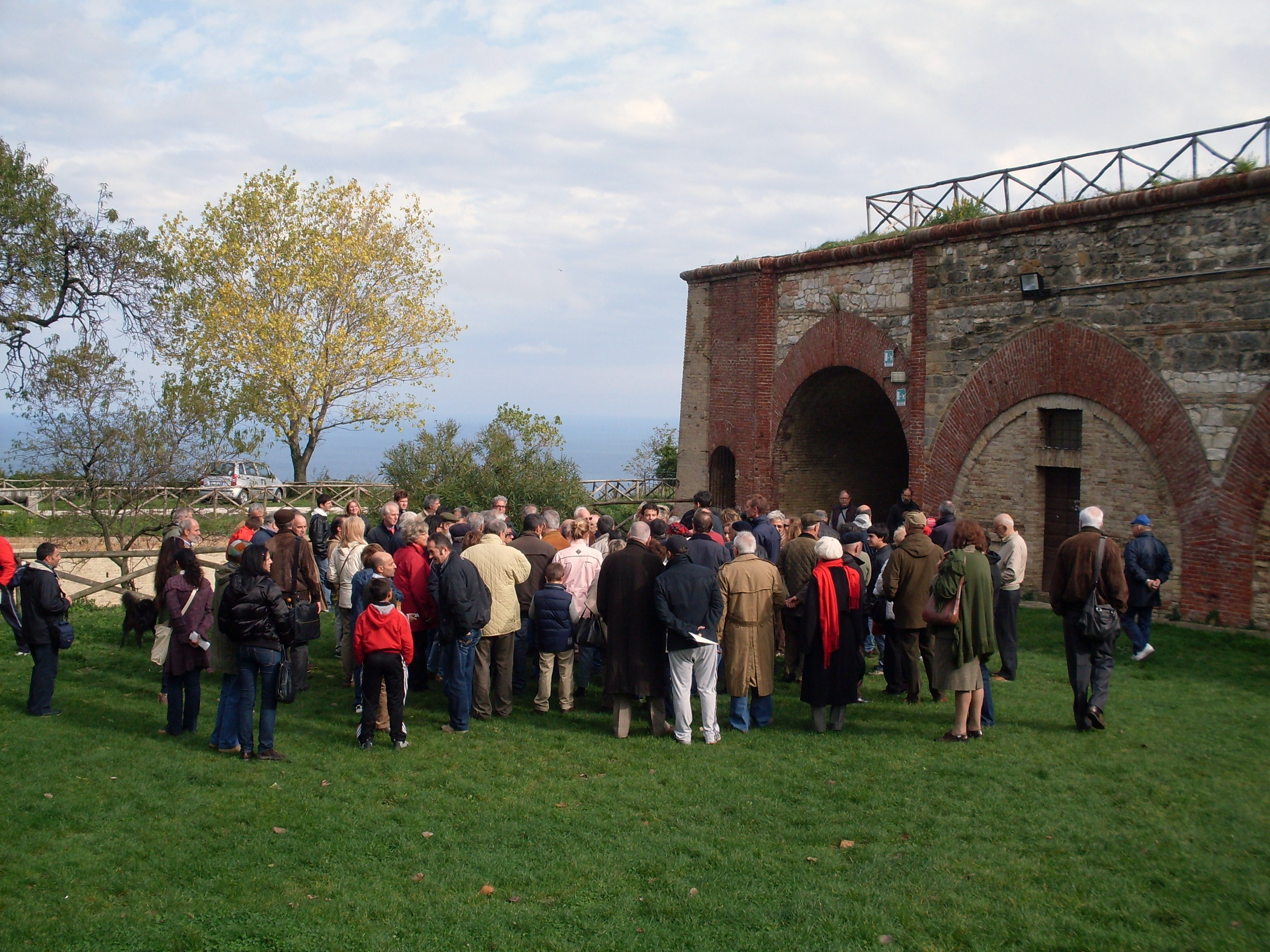
Forte Altavilla - visitatori
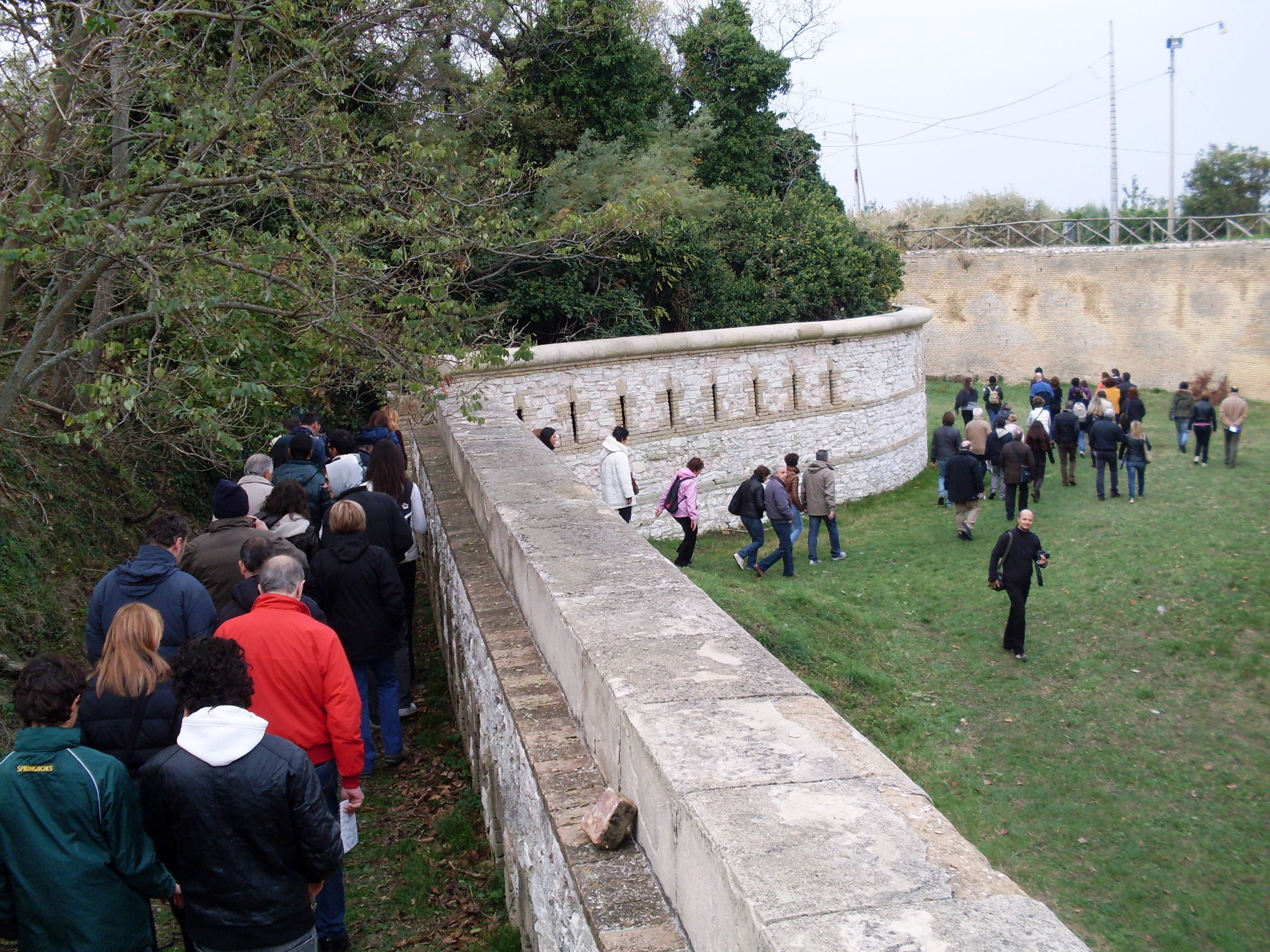
Forte Altavilla - visitatori fossato e muro fortificato Carnot
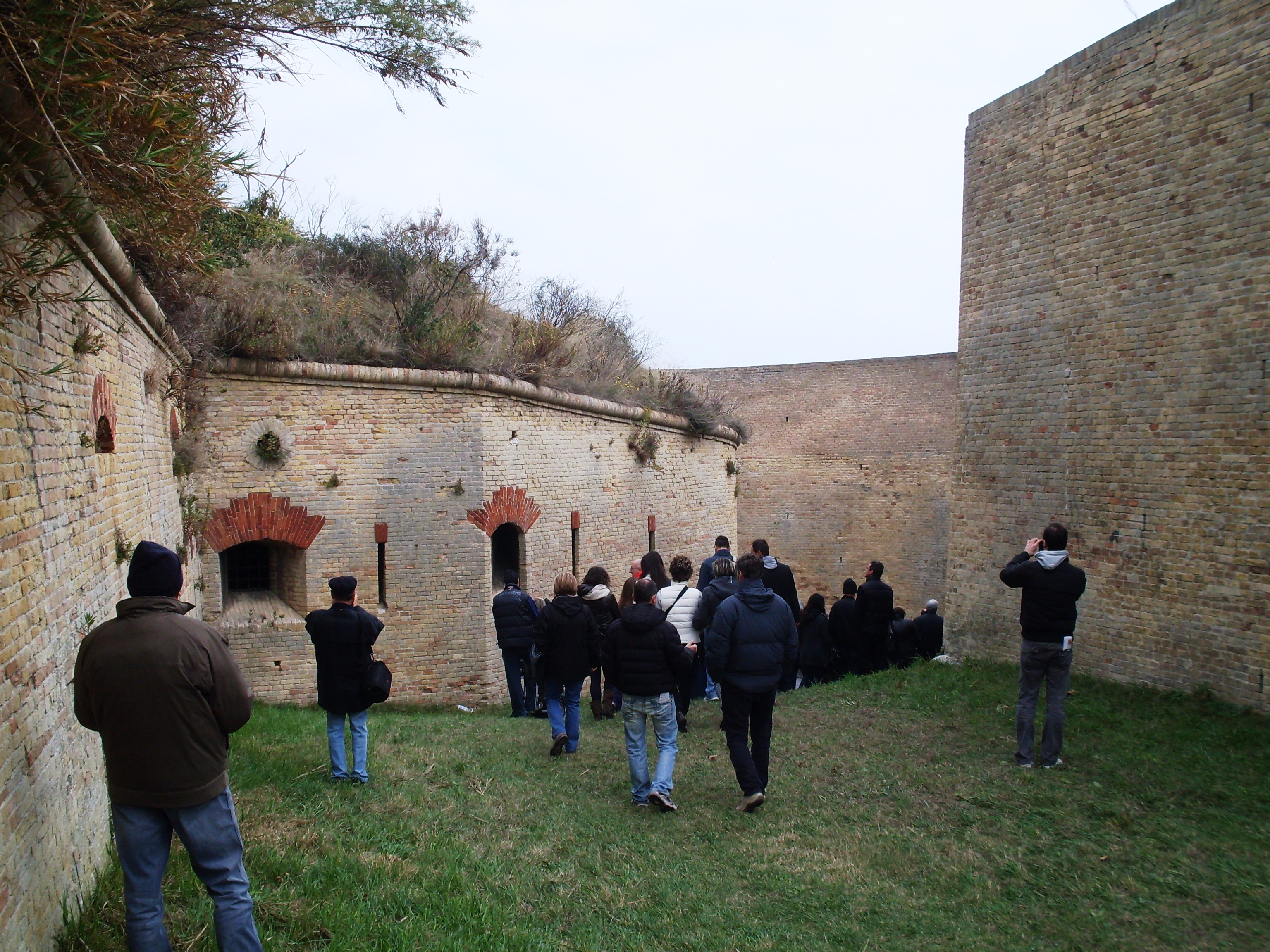
2011 - visitatori al Forte

Forte Altavilla è anche sede da alcuni anni del "Presepe vivente", una manifestazione con molti figuranti, che attrae numerosi visitatori.

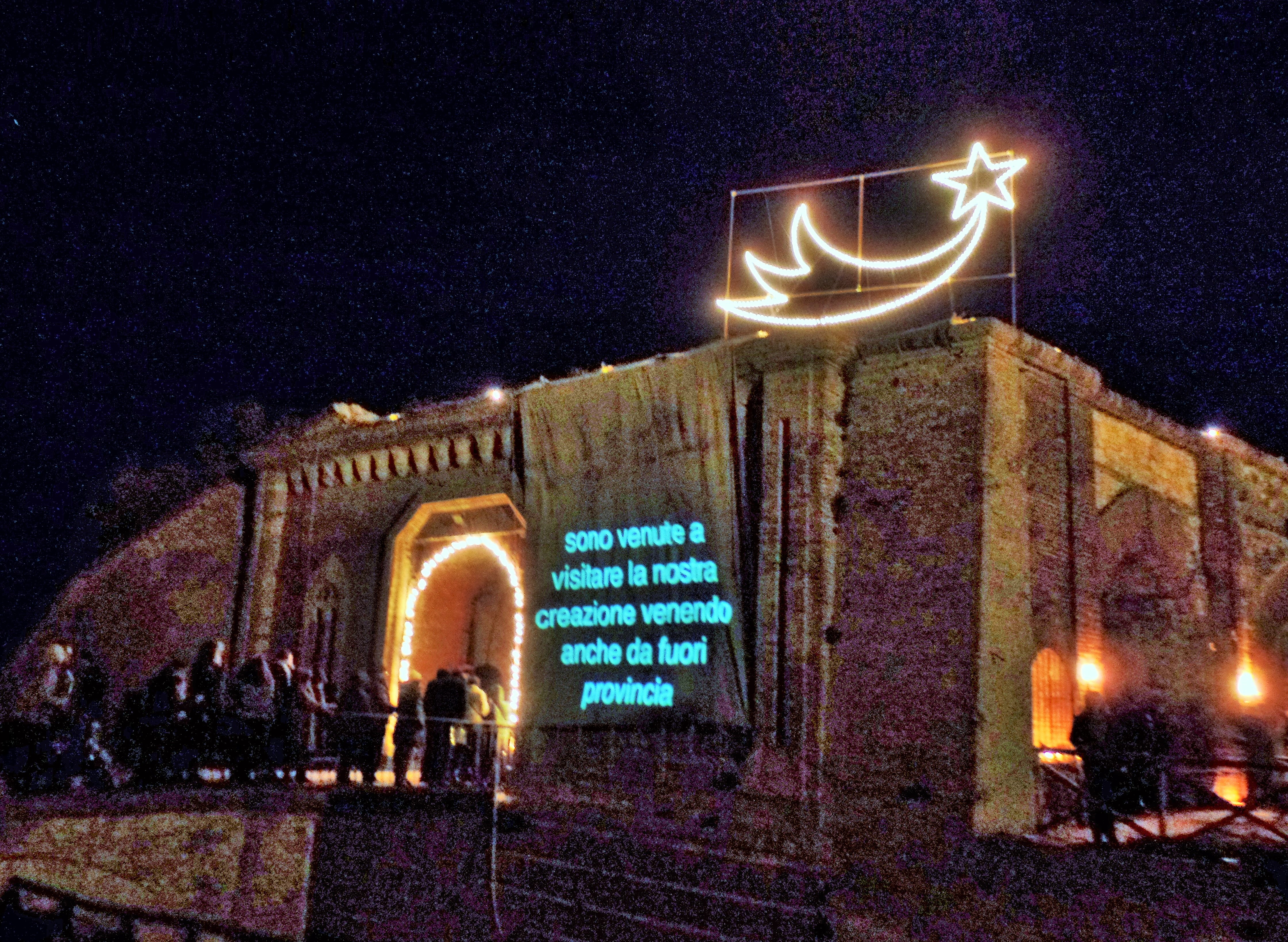
Presepe 2014 - ingresso
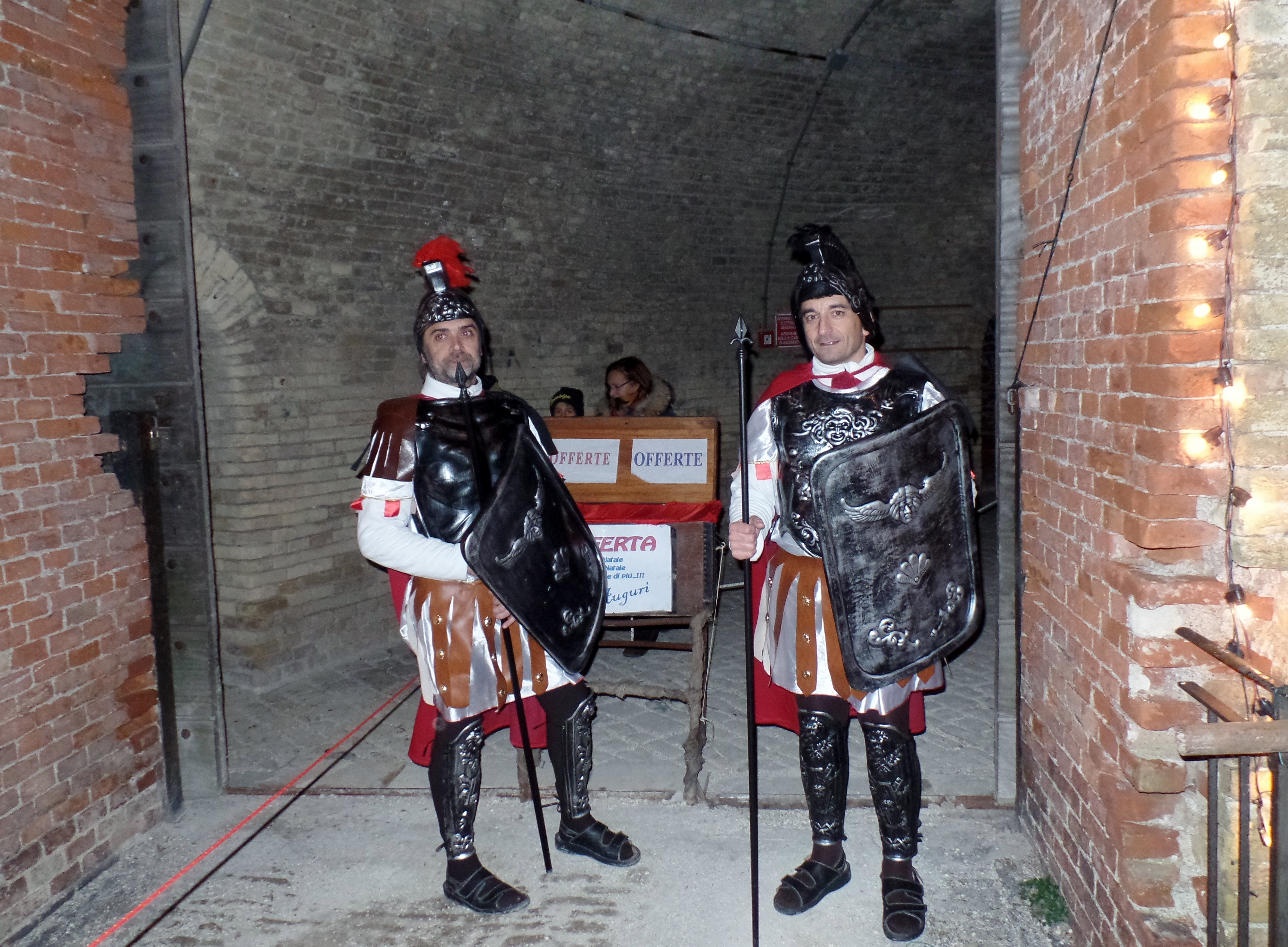
Presepe 2014 - soldati romani
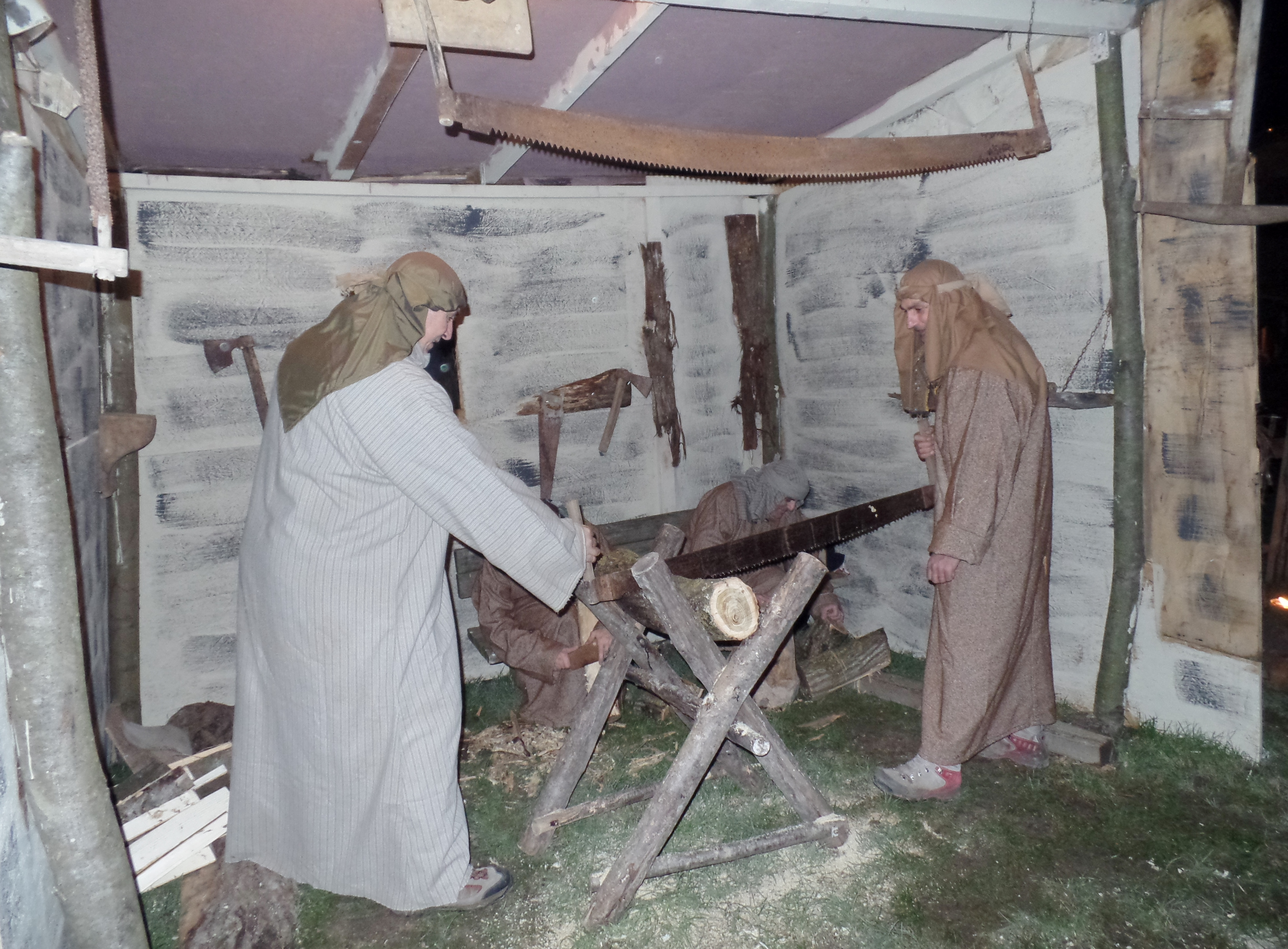
Presepe 2014 - falegnami
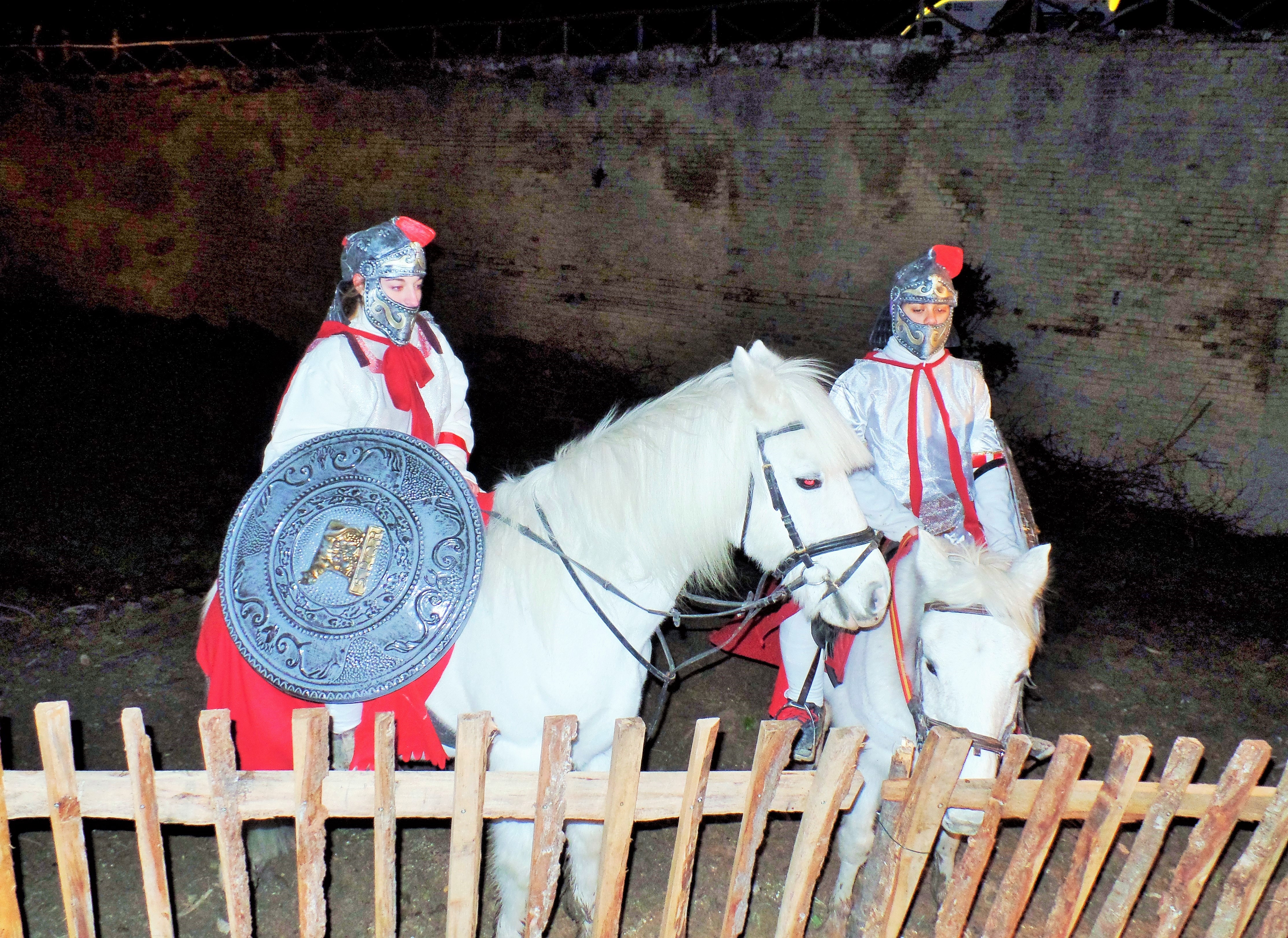
Presepe 2014 - romani a cavallo
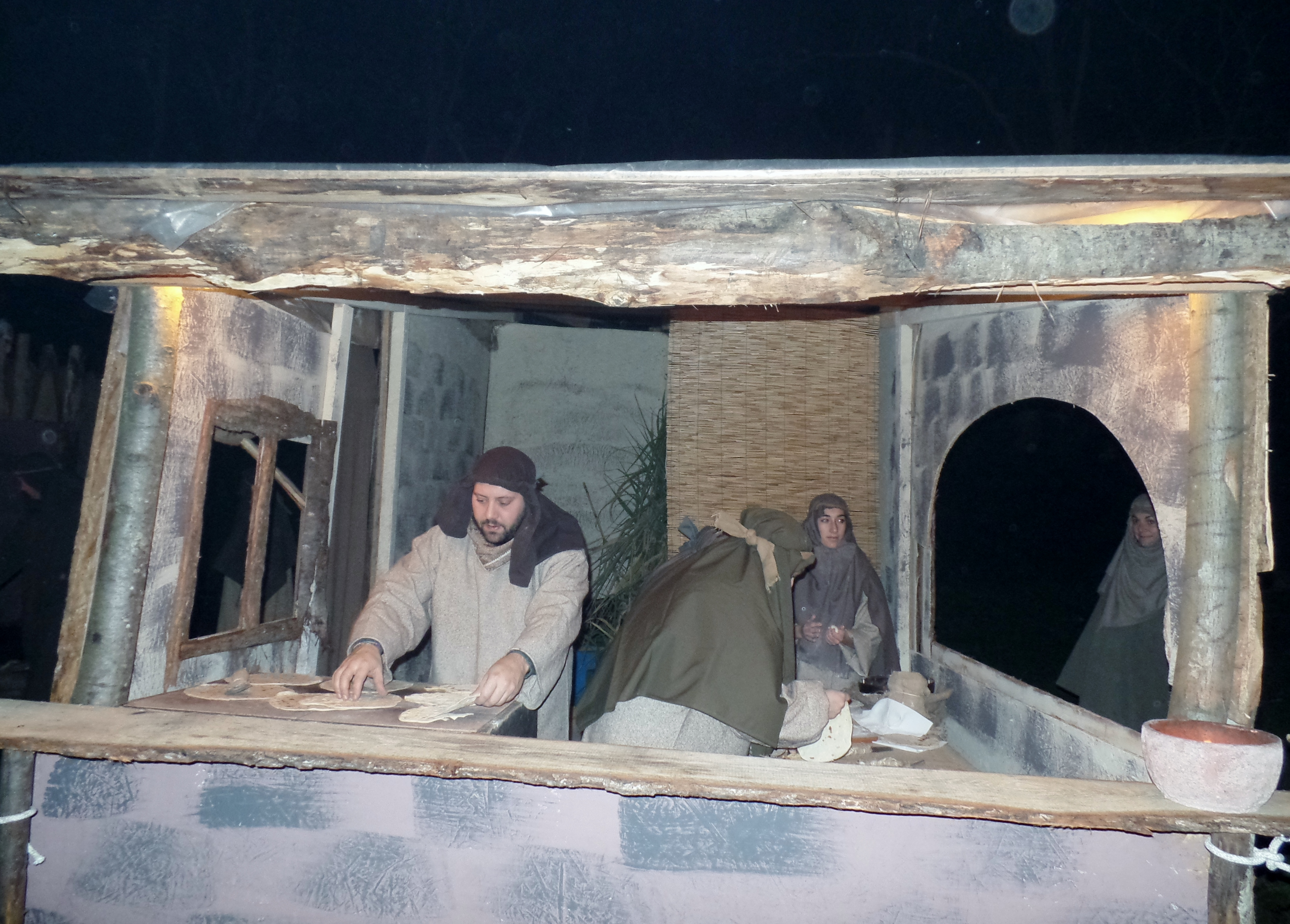
Presepe 2014 - bottega
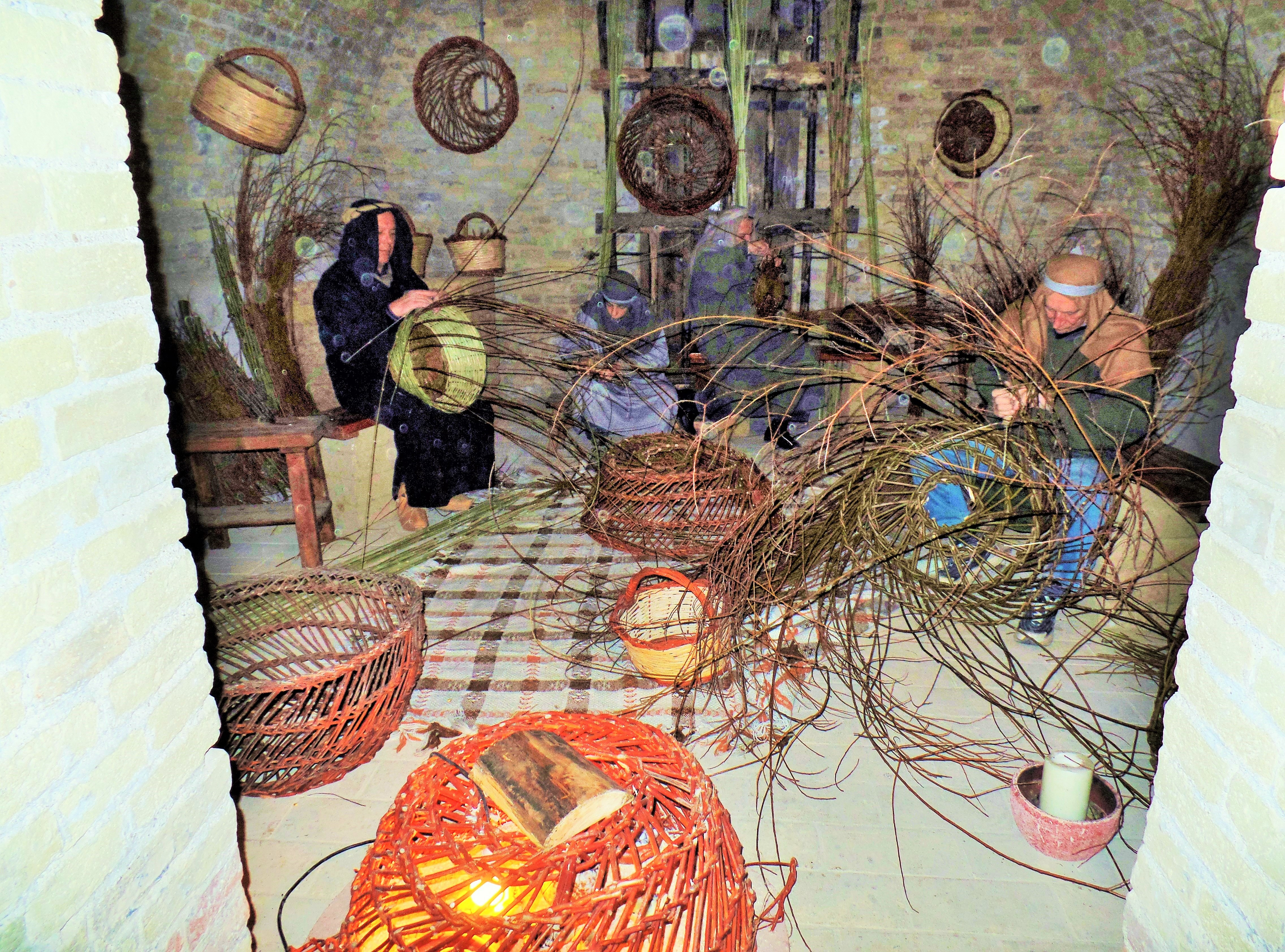
Presepe 2014 - lavoranti
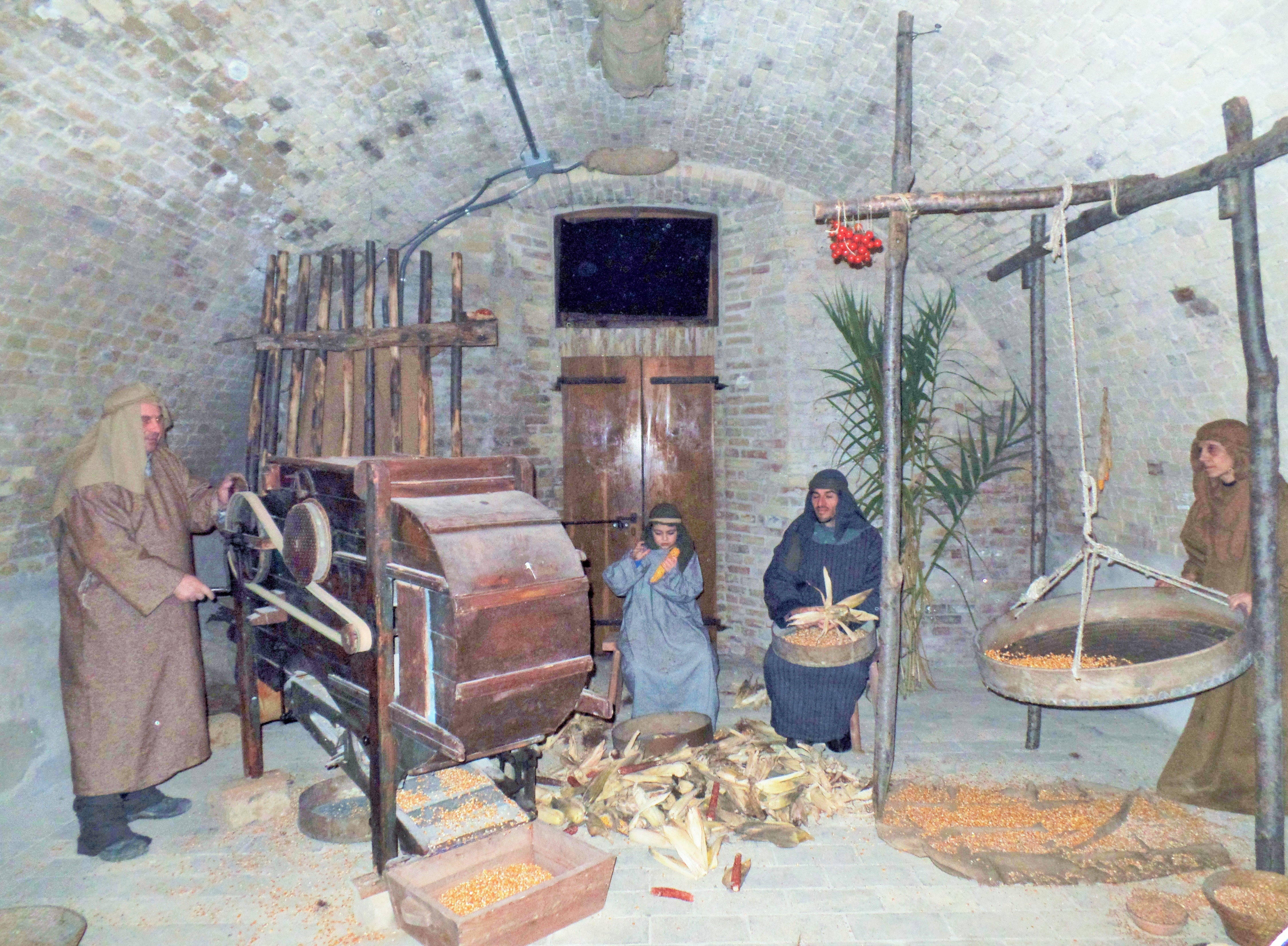
Presepe 2014 - laboratorio 2
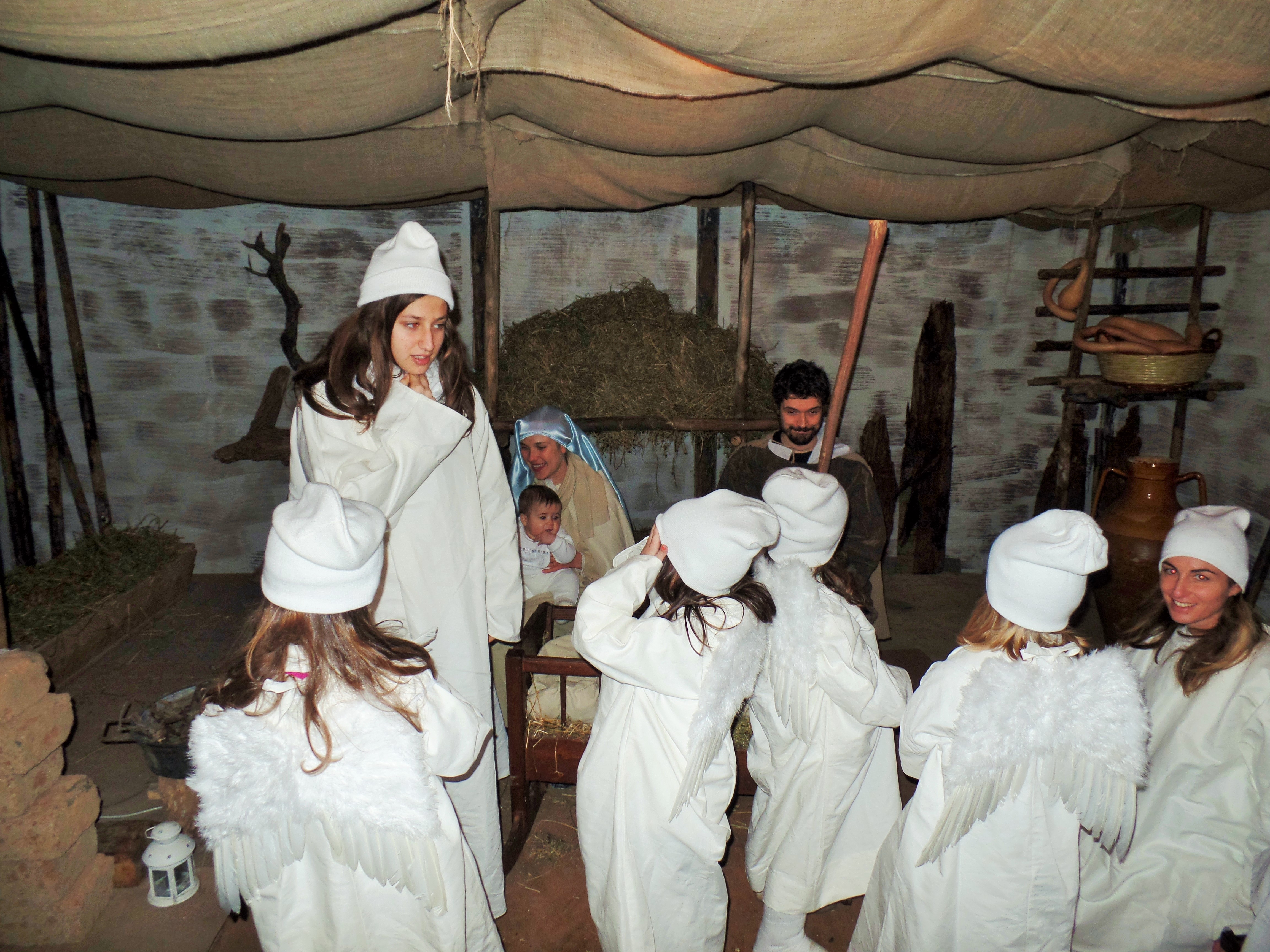
Presepe 2014 - la natività